# دستور المملكة المتحدة
دستور المملكة المتحدة (بالإنجليزية: Constitution of the United Kingdom) هو نظام القواعد الذي يُقرر الحكم السياسي للمملكة المتحدة لبريطانيا العظمى وأيرلندا الشمالية. على عكس مُعظم البلدان، فإن دستور المملكة المُتحدة لم يُدون في وثيقة واحدة. ومع ذلك، فإن المحكمة العليا للمملكة المتحدة تعترف بوجود مبادئ دستورية، بما في ذلك السيادة البرلمانية، وسيادة القانون، والديمقراطية ودعم القانون الدولي.
كما تعترف المحكمة العليا بأن بعض قوانين البرلمان لها وضع دستوري خاص. وتشمل هذه ماجنا كارتا، التي طلبت من الملك في عام 1215 استدعاء «مستشار عام» (يسمى الآن البرلمان) لتمثيل الناس، وعقد المحاكم في مكان محدد، ولضمان محاكمات عادلة، وضمان حرية تنقل الناس، وتحرير الكنيسة من الدولة، ولضمان حقوق «عامة» الناس في استخدام الأرض. بعد حروب الممالك الثلاث والثورة المجيدة، عززت وثيقة الحقوق 1689 وقانون المطالبة بالحقوق 1689 مكانة البرلمان كهيئة تشريعية عليا، وقالا إن «انتخاب أعضاء البرلمان يجب أن يكون حرًا».
معاهدة الاتحاد بين إنجلترا واسكتلندا عام 1706 ، تلاها قانونان للاتحاد عام 1707 ، أحدهما في اسكتلندا، والآخر في البرلمان الإنجليزي، وحدت إنجلترا وويلز واسكتلندا. انضمت أيرلندا بطريقة مماثلة من خلال قوانين الاتحاد 1801 . انفصلت الدولة الأيرلندية الحرة بعد دخول المعاهدة الأنجلو أيرلندية حيز التنفيذ عام 1921. ظلت أيرلندا الشمالية داخل الاتحاد.
بعد عملية إصلاح انتخابية بطيئة، تضمن المملكة المتحدة لكل شخص بالغ الحق المتساوي في التصويت في قانون تمثيل الشعب (المساواة في الامتياز) لعام 1928 . بعد الحرب العالمية الثانية، أصبحت المملكة المتحدة عضوًا مؤسسًا في مجلس أوروبا لدعم حقوق الإنسان، والأمم المتحدة لضمان السلم والأمن الدوليين. كانت المملكة المتحدة عضوًا في الاتحاد الأوروبي، الذي انضمت إليه المجموعة الأوروبية (السوق المشتركة) لأول مرة في عام 1973، لكنها غادرت في عام 2020. المملكة المتحدة هي أيضًا عضو مؤسس في منظمة العمل الدولية ومنظمة التجارة العالمية للمشاركة في تنظيم الاقتصاد العالمي.

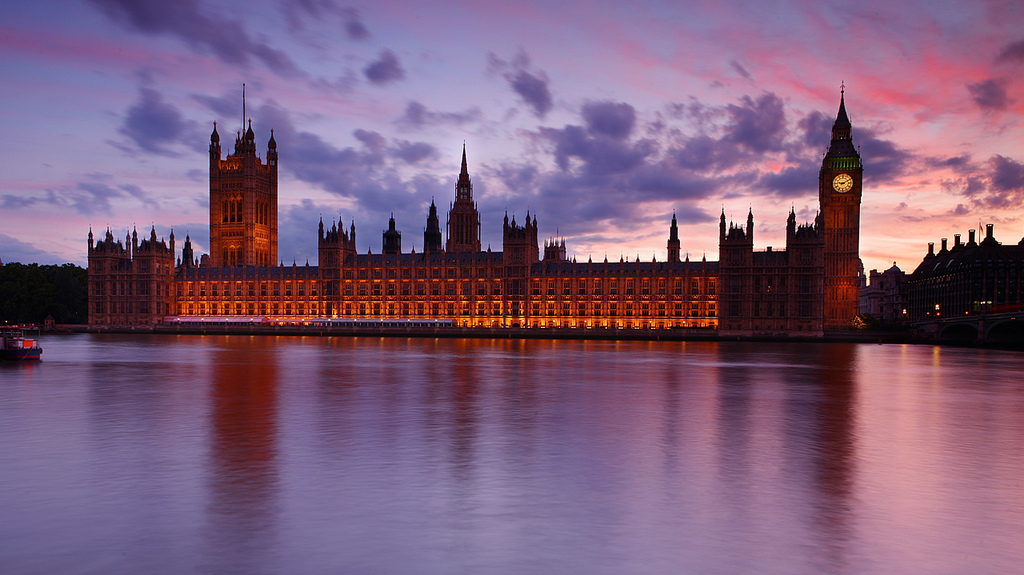
يعتبر البرلمان مركزيًا للدستور الديمقراطي للمملكة المتحدة. في قصر وستمنستر ، يمثل مجلس العموم الجمهور في 650 دائرة انتخابية في المملكة المتحدة ويختار رئيس الوزراء حسب الرغبة. يظل مجلس اللوردات غير منتخب ولكن يمكن نقضه.

المؤسسات الرائدة في دستور المملكة المتحدة هي البرلمان والسلطة القضائية والسلطة التنفيذية والحكومات الإقليمية أو المحلية. البرلمان هو الهيئة التشريعية العليا ويمثل شعب المملكة المتحدة. يتكون من الملك ومنزلين. يتم انتخاب مجلس العموم من خلال تصويت ديمقراطي في الدوائر الانتخابية البالغ عددها 650 دائرة. يتم تعيين مجلس اللوردات في الغالب من قبل مجموعات الأحزاب السياسية من مجلس العموم. لإصدار قانون برلماني جديد، وهو أعلى شكل من أشكال القانون، يجب على كلا المجلسين قراءة أو تعديل أو الموافقة على التشريع المقترح ثلاث مرات ويجب على الملك إعطاء موافقتهم. يفسر القضاء ويطور القانون الوارد في قوانين البرلمان أو القضايا السابقة. أعلى محكمة هي المحكمة العليا المكونة من اثني عشر شخصًا، حيث تبت في الاستئناف من محاكم الاستئناف في إنجلترا وويلز وأيرلندا الشمالية أو محكمة الجلسة في اسكتلندا. ومع ذلك فهي لا تسمع الاستئناف الجنائي من اسكتلندا. لا يمكن للمحاكم البريطانية أن تعلن أن قوانين البرلمان غير دستورية، ولكن يمكنها أن تحدد ما إذا كانت أعمال السلطة التنفيذية قانونية، أو تعلن أن أي قانون غير متوافق مع الاتفاقية الأوروبية لحقوق الإنسان. المدير التنفيذي يدير المملكة المتحدة يوما بعد يوم. يقود السلطة التنفيذية رئيس الوزراء الذي يعينه الملك ويدعو لمحاولة تشكيل حكومة تحظى بدعم البرلمان. يعين رئيس الوزراء مجلس الوزراء للوزراء الآخرين، الذين يقودون إدارات الخدمة المدنية، مثل وزارة الصحة التي تدير الخدمة الصحية الوطنية، أو وزارة التعليم التي تمول المدارس والجامعات. الملك بصفته العامة، والمعروف باسم التاج، يجسد الدولة. يتم سن جميع القوانين باسم التاج، ويحل جميع القضاة محل التاج ويعمل جميع الوزراء باسم التاج. الملك هو في الغالب رئيس صوري احتفالي. عند منح الموافقة الملكية للقوانين الجديدة، لم يرفض الملك التوقيع على أي قانون جديد منذ قانون الميليشيا الاسكتلندي في عام 1708، ومن الأعراف الدستورية أن يتبع الملك نصيحة الوزراء.
تتم معظم الدعاوى القضائية بشأن الدستور البريطاني في طلبات المراجعة القضائية، لتقرير ما إذا كانت الهيئات العامة قد امتثلت للقانون. يجب على كل هيئة عامة أيضًا اتباع القانون، على النحو المنصوص عليه في قوانين البرلمان، ويخضع لذلك أيضًا الصكوك القانونية التي تضعها السلطة التنفيذية. بموجب قانون حقوق الإنسان لعام 1998 ، يجوز للمحاكم مراجعة الإجراءات الحكومية لتقرير ما إذا كانت الحكومة قد اتبعت الالتزام القانوني على جميع السلطات العامة بالامتثال للاتفاقية الأوروبية لحقوق الإنسان. تأسس هذا في عام 1950، بعد الحرب العالمية الثانية. تشمل حقوق الإنسان حقوق كل فرد في الحرية ضد الاعتقال أو الاحتجاز التعسفي، والمحاكمة العادلة، والخصوصية ضد المراقبة غير القانونية، وحرية التعبير، وحرية تكوين الجمعيات، بما في ذلك الانضمام إلى النقابات العمالية، وحرية التجمع والاحتجاج.

## المبادئ

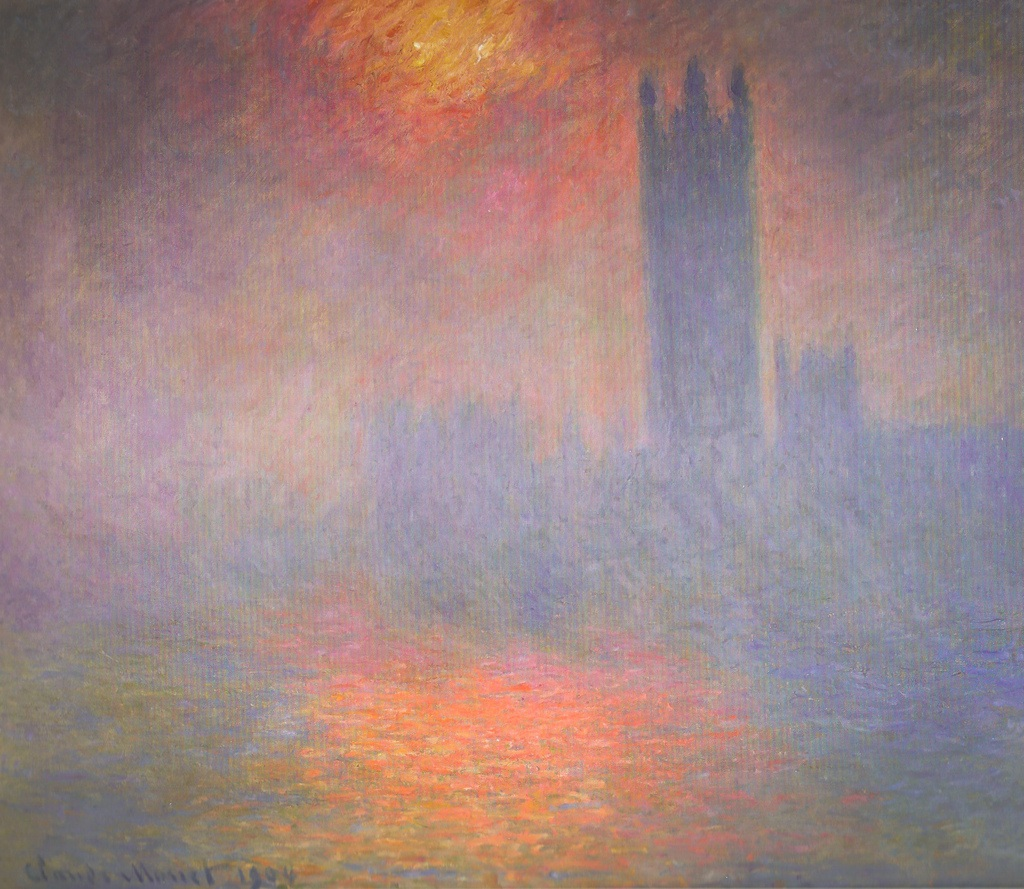
البرلمان (من اللغة الفرنسية القديمة ، "للحديث") هو أعلى هيئة تشريعية في المملكة المتحدة. على الرغم من عدم تقنين دستور المملكة المتحدة، إلا أنه مكتوب في مئات من قوانين البرلمان، وقضايا المحاكم، وفي الاتفاقيات الموثقة. مبادئها الأساسية هي السيادة البرلمانية وسيادة القانون والديمقراطية والعالمية.

على الرغم من عدم تقنين الدستور البريطاني، فإن المحكمة العليا تعترف بالمبادئ الدستورية،  والقوانين الدستورية،  التي تحدد استخدام السلطة السياسية. المصادر الرئيسية للقانون الدستوري هي قوانين البرلمان، وقضايا المحاكم، والاتفاقيات في الطريقة التي تعمل بها الحكومة والبرلمان والملك. هناك ما لا يقل عن أربعة مبادئ دستورية رئيسية معترف بها من قبل المحاكم. أولاً، تعني السيادة البرلمانية أن قوانين البرلمان هي المصدر الأعلى للقانون. من خلال الإصلاح الإنجليزي والحرب الأهلية والثورة المجيدة لعام 1688 وقانون الاتحاد 1707 ، أصبح البرلمان الفرع المهيمن في الدولة، فوق السلطة القضائية والتنفيذية والملكية والكنيسة. على الرغم من وجود عدد من القيود الرسمية على القوانين التي يمكن أن يضعها البرلمان، الواردة في معاهدة الاتحاد لعام 1707 بين إنجلترا واسكتلندا، إلا أنه يتم التأكيد في بعض الأحيان على أن البرلمان يمكنه إصدار أو إلغاء أي قانون، وهي حقيقة يبررها البرلمان عادة بشكل ديمقراطي منتخبون، ويدعمون سيادة القانون، بما في ذلك حقوق الإنسان والقانون الدولي. ثانيًا، تم تطبيق سيادة القانون من خلال الدستور منذ Magna Carta 1215 والتماس الحق 1628 . وهذا يعني أن الحكومة لا يجوز لها التصرف إلا وفقًا للسلطة القانونية، بما في ذلك احترام حقوق الإنسان. ثالثًا، على الأقل منذ عام 1928 ، أصبحت الديمقراطية مبدأ دستوريًا أساسيًا. في الأصل، كان الرجال الأثرياء فقط من أصحاب الممتلكات يمتلكون حقوق التصويت لمجلس العموم، بينما كان الملك، في بعض الأحيان مع مجلس اللوردات الوراثي، يهيمن على السياسة. منذ عام 1832 فصاعدًا، حصل المواطنون البالغون ببطء على حق الاقتراع العام. رابعًا، يلتزم الدستور البريطاني بالقانون الدولي، حيث اختار البرلمان زيادة سلطته العملية بالتعاون مع الدول الأخرى في المنظمات الدولية، مثل منظمة العمل الدولية،  والأمم المتحدة، والاتفاقية الأوروبية لحقوق الإنسان، منظمة التجارة العالمية والمحكمة الجنائية الدولية. ومع ذلك، تركت المملكة المتحدة عضوية الاتحاد الأوروبي، بعد استفتاء في عام 2016، وانتخابات عامة في عام 2019 .

### السيادة البرلمانية
غالبًا ما يُنظر إلى السيادة البرلمانية على أنها عنصر مركزي في الدستور البريطاني، على الرغم من أن مداها موضع خلاف. وهذا يعني أن أي قانون برلماني هو أعلى شكل من أشكال القانون، ولكن أيضًا «لا يمكن للبرلمان أن يلزم نفسه». تاريخياً، أصبح البرلمان صاحب السيادة من خلال سلسلة من الصراعات على السلطة بين الملك والكنيسة والمحاكم والشعب. أعطت Magna Carta 1215 ، التي جاءت من الصراع الذي أدى إلى حرب البارونات الأولى، حق البرلمان في الوجود لـ «مستشار عام» قبل أي ضريبة،  ضد «الحق الإلهي للملوك» في الحكم. كانت الأرض المشتركة مضمونة للناس للزراعة أو الرعي أو الصيد أو الصيد، على الرغم من استمرار سيطرة الأرستقراطيين على السياسة. في قانون السيادة 1534 ، أكد الملك هنري الثامن على حقه الإلهي على الكنيسة الكاثوليكية في روما، معلنا نفسه القائد الأعلى لكنيسة إنجلترا. ثم في قضية إيرل أوكسفورد عام 1615،  أكد المستشار اللورد (ممثل الملك ورئيس السلطة القضائية) على سيادة محكمة المستشار على محاكم القانون العام، متناقضًا مع تأكيد السير إدوارد كوك بأن القضاة يمكن أن تعلن أن القوانين باطلة إذا كانت «ضد الحق العام والعقل». أخيرًا، بعد الثورة المجيدة لعام 1688 ، عزز قانون الحقوق 1689 سلطة البرلمان على الملك (وبالتالي على الكنيسة والمحاكم). أصبح البرلمان «صاحب السيادة» والأعلى. بعد 18 عامًا فقط، ألغى البرلمان الإنجليزي نفسه من أجل إنشاء برلمان «الاتحاد» الجديد الذي أعقب معاهدة الاتحاد بين إنجلترا واسكتلندا، في حين فعل البرلمان الإسكتلندي الشيء نفسه. استمرت الصراعات على السلطة داخل البرلمان بين الطبقة الأرستقراطية وعامة الناس. خارج البرلمان، قاتل أناس من الجارتيين إلى النقابات العمالية من أجل التصويت في مجلس العموم. كفل قانون البرلمان لعام 1911 أن يسود مجلس العموم في أي نزاع على مجلس اللوردات غير المنتخب. يضمن قانون البرلمان لعام 1949 أن مجلس اللوردات يمكنهم فقط تأخير التشريع لمدة عام واحد،  وعدم تأخير أي إجراء متعلق بالميزانية لأكثر من شهر. في قضية رائدة، R (جاكسون) ضد المدعي العام ، طعن مجموعة من المتظاهرين المؤيدين للصيد على حظر الصيد لعام 2004 على صيد الثعالب، بحجة أنه ليس قانونًا صالحًا لأنه تم تمريره لتجنب مجلس اللوردات، باستخدام قوانين البرلمان. وجادلوا بأن قانون 1949 نفسه قد تم تمريره باستخدام سلطة قانون 1911 لتجاوز اللوردات في غضون عامين. جادل المطالبون بأن هذا يعني أن قانون 1949 لا ينبغي اعتباره قانونًا صالحًا، لأن قانون 1911 كان محدود النطاق ولا يمكن استخدامه لتعديل حدوده الخاصة بسلطة اللوردات. رفض مجلس اللوردات هذه الحجة، واعتبر كلاً من قانون البرلمان لعام 1949 وقانون الصيد لعام 2004 صالحين. ومع ذلك، جادل اللورد هوب في ديكتا المطيع أن السيادة البرلمانية «لم تعد مطلقة، إن كانت كذلك من قبل»، وأن «سيادة القانون التي تفرضها المحاكم هي العامل المسيطر النهائي الذي يقوم عليه دستورنا»، ولا يمكن تستخدم للدفاع عن الأفعال غير الدستورية (على النحو الذي تحدده المحاكم). لا يوجد إجماع حتى الآن على معنى «السيادة البرلمانية» إلا أن شرعيتها تعتمد على مبدأ «العملية الديمقراطية».

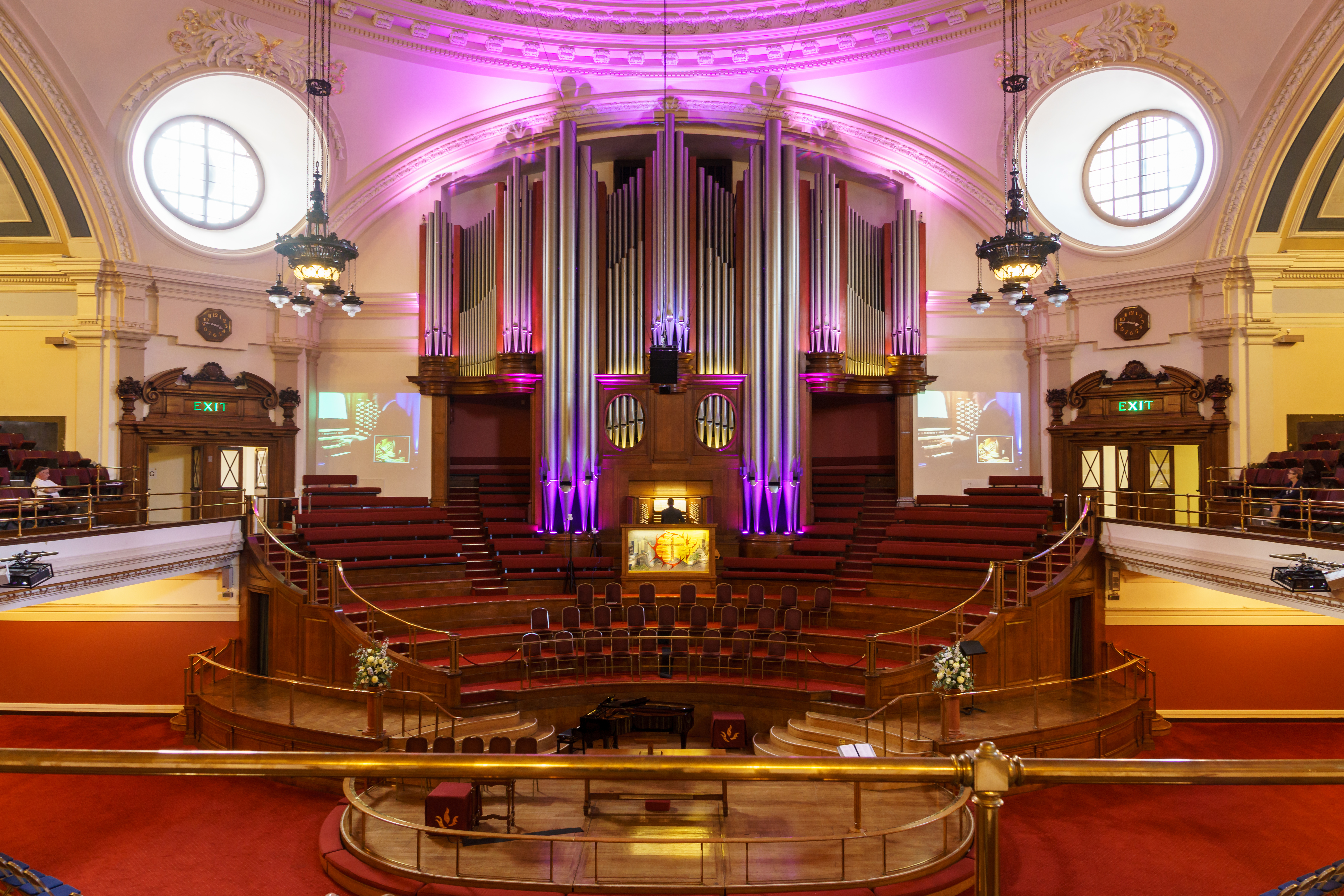
المملكة المتحدة ملتزمة بالقانون الدولي كعضو «ذي سيادة»، لزيادة قوتها من خلال التعاون، في الأمم المتحدة منذ عام 1945. عقدت أول جمعية عامة للأمم المتحدة في قاعة ميثوديست المركزية ، التي افتتحها رئيس الوزراء كليمنت أتلي.

في التاريخ الحديث، تطورت سيادة البرلمان من خلال أربع طرق رئيسية. أولاً، منذ عام 1945، كان التعاون الدولي يعني زيادة البرلمان لسلطته من خلال العمل مع الدول الأخرى ذات السيادة، وليس الهيمنة عليها. الإمبراطورية البريطانية، التي استعمرت ذات يوم ربع سكان العالم وثلث أراضيها، تراجعت بعد الحرب العالمية الأولى وتفككت بعد الحرب العالمية الثانية. بينما كان البرلمان يتمتع بقوة عسكرية غير متنازع عليها تقريبًا من قبل، وكذلك كان يعتقد كتاب الفترة الإمبراطورية أنه قادر على "إصدار أو إلغاء أي قانون مهما كان"،  اختارت المملكة المتحدة الانضمام إلى عصبة الأمم في عام 1919، وبعد ذلك فشل الأمم المتحدة عام 1945 في المشاركة في بناء نظام للقانون الدولي بدلاً من الإمبراطورية. أشارت معاهدة فرساي لعام 1919 إلى أنه "لا يمكن إحلال السلام إلا إذا كان قائمًا على العدالة الاجتماعية"،  وينص ميثاق الأمم المتحدة، "على أساس مبدأ المساواة في السيادة بين جميع أعضائها"، على "إنقاذ النجاح أجيال من ويلات الحرب، التي جلبت مرتين في حياتنا حزنًا لا يوصف للبشرية، ستعيد الأمم المتحدة "تأكيد الإيمان بحقوق الإنسان الأساسية"، ويجب على الأعضاء "العيش معًا في سلام مع بعضهم البعض كجيران جيدين". كتب قانون اتفاقيات بريتون وودز لعام 1945 ، وقانون الأمم المتحدة لعام 1946 وقانون المنظمات الدولية لعام 1968 ، تمويل المملكة المتحدة وعضوية الأمم المتحدة وصندوق النقد الدولي والبنك الدولي والهيئات الأخرى، إلى قانون. على سبيل المثال، ألزمت المملكة المتحدة نفسها بتنفيذ قرارات مجلس الأمن التابع للأمم المتحدة بأمر، حتى الاستخدام الفعلي للقوة، مقابل التمثيل في الجمعية العامة ومجلس الأمن. على الرغم من أن المملكة المتحدة لم تتبع دائمًا القانون الدولي بوضوح،  فقد قبلت واجبًا رسميًا يقضي بعدم استخدام سيادتها بشكل غير قانوني. ثانياً، في عام 1950، ساعدت المملكة المتحدة في الكتابة والانضمام إلى الاتفاقية الأوروبية لحقوق الإنسان. في حين أن تلك الاتفاقية تعكس المعايير والقضايا التي تم الفصل فيها بموجب القوانين البريطانية والقانون العام للحريات المدنية،  وافقت المملكة المتحدة على أنه يمكن للناس الاستئناف أمام المحكمة الأوروبية لحقوق الإنسان في ستراسبورغ، إذا لم تكن سبل الانتصاف المحلية كافية. في قانون حقوق الإنسان لعام 1998 ، قرر البرلمان أن يُطلب من القضاء البريطاني تطبيق معايير حقوق الإنسان بشكل مباشر في تحديد القضايا البريطانية، لضمان حل أسرع قائم على حقوق الإنسان للسوابق القضائية، والتأثير بشكل فعال على التفكير في حقوق الإنسان.

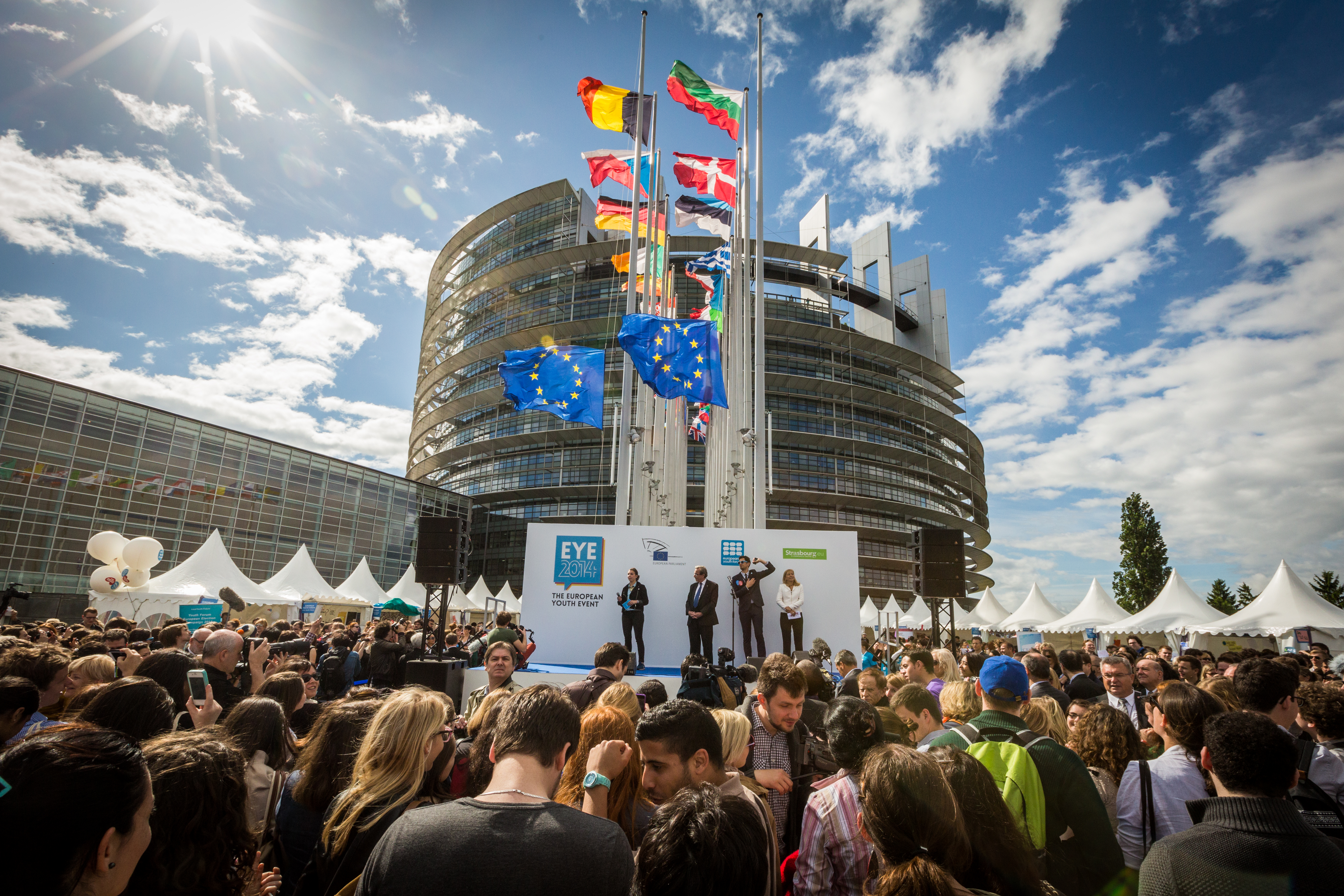
من عام 1973 إلى عام 2020 ، كانت المملكة المتحدة عضوًا في الاتحاد الأوروبي الملتزم بـ «كرامة الإنسان والحرية والديمقراطية والمساواة وسيادة القانون واحترام حقوق الإنسان».

ثالثًا، أصبحت المملكة المتحدة عضوًا في الاتحاد الأوروبي بعد قانون المجتمعات الأوروبية لعام 1972 ومن خلال تصديقها على معاهدة ماستريخت في عام 1992. لطالما تصور القادة الأوروبيون فكرة الاتحاد، بما في ذلك ونستون تشرشل، الذي دعا في عام 1946 إلى «الولايات المتحدة الأوروبية». لطالما اعتُبر قانون الاتحاد الأوروبي سائدًا في أي تعارض بين قوانين البرلمان في المجالات المحدودة التي يعمل فيها،  لكن الدول الأعضاء والمواطنين يسيطرون على نطاق قانون الاتحاد الأوروبي، وبالتالي يوسعون سيادتهم في الشؤون الدولية، من خلال التمثيل المشترك في البرلمان الأوروبي ومجلس الاتحاد الأوروبي والمفوضية. تم اختبار هذا المبدأ في R (Factortame Ltd) ضد SS للنقل ، حيث ادعت شركة صيد الأسماك أنه لا يجب أن يكون هناك 75٪ من المساهمين البريطانيين، كما نص قانون الشحن التجاري لعام 1988 . بموجب قانون الاتحاد الأوروبي، ينص مبدأ حرية التأسيس على أنه يمكن لمواطني أي دولة عضو دمج وإدارة الأعمال بحرية عبر الاتحاد الأوروبي دون تدخل غير مبرر. اعتبر مجلس اللوردات أنه نظرًا لتعارض قانون الاتحاد الأوروبي مع أقسام قانون عام 1988، فإن هذه الأقسام لن يتم فرضها أو عدم تطبيقها، لأن البرلمان لم يعرب بوضوح عن نيته للتخلي عن قانون عام 1972. وفقًا لورد بريدج ، «أيا كان الحد من سيادته الذي قبله البرلمان عند سنه [قانون 1972] فهو طوعي تمامًا». لذلك، كان من واجب المحاكم تطبيق قانون الاتحاد الأوروبي. من ناحية أخرى، في قضية R (HS2 Action Alliance Limited) ضد وزير الدولة لشؤون النقل ، رأت المحكمة العليا أن بعض المبادئ الأساسية للقانون الدستوري البريطاني لن تفسر من قبل المحاكم على أنها قد تخلت عنها عضوية الاتحاد الأوروبي، أو ربما أي منظمة دولية. هنا زعمت مجموعة احتجّت على خط السكة الحديد High Speed 2 من لندن إلى مانشستر وليدز أن الحكومة لم تتبع توجيهات تقييم الأثر البيئي بشكل صحيح عن طريق التصويت في البرلمان للموافقة على الخطة. وجادلوا بأن التوجيه يتطلب استشارة مفتوحة ومجانية، وهو ما لم يتم الوفاء به إذا أجبر حزب سوط أعضاء الحزب على التصويت. قررت المحكمة العليا بالإجماع أن التوجيه لا يتطلب عدم حدوث أي سوط لأي طرف ، ولكن إذا كان هناك تعارض ، فلن يكون التوجيه قادرًا على التنازل عن المبدأ الدستوري الأساسي من وثيقة الحقوق بأن البرلمان حر في تنظيم شؤونه.
رابعا، تفويض في المملكة المتحدة يعني أعطى البرلمان سلطة التشريع حول مواضيع محددة للدول ومناطق هي: قانون اسكتلندا لعام 1998 أنشأ البرلمان الاسكتلندي، وقانون حكومة ويلز 1998 أنشأت الجمعية الويلزية، وقانون أيرلندا الشمالية 1998 بإنشاء الشمالية السلطة التنفيذية في أيرلندا عقب اتفاقية الجمعة العظيمة التاريخية ، لإحلال السلام. بالإضافة إلى ذلك ، يمنح قانون الحكم المحلي لعام 1972 وقانون سلطة لندن الكبرى لعام 1999 سلطات محدودة أكثر للحكومات المحلية ولندن. عمليًا ، ولكن أيضًا دستوريًا ، أصبح من المقبول بشكل متزايد أنه لا ينبغي اتخاذ قرارات للمملكة المتحدة من شأنها أن تتجاوز إرادة الحكومات الإقليمية وتتعارض مع إرادة الحكومات الإقليمية. ومع ذلك ، في قضية ميلر ضد وزير الدولة للخروج من الاتحاد الأوروبي ، قامت مجموعة من الأشخاص الذين سعوا للبقاء في الاتحاد الأوروبي بإحضار الحكومة حول ما إذا كان رئيس الوزراء يمكنه تفعيل المادة 50 لإخطار المفوضية الأوروبية بنيّة المملكة المتحدة المغادرة ، دون قانون برلماني. جاء ذلك بعد استطلاع Brexit لعام 2016 حيث صوت 51.9٪ من المصوتين على المغادرة. جادل المدعون بأنه ، لأن خروج بريطانيا من الاتحاد الأوروبي من شأنه أن يلغي الحقوق التي منحها البرلمان من خلال القوانين (مثل الحق في حرية التنقل للمواطنين البريطانيين في الاتحاد الأوروبي ، والحق في المنافسة العادلة من خلال مراقبة الاندماج ، والحق في التصويت لمؤسسات الاتحاد الأوروبي) فقط البرلمان يمكنه الموافقة على إخطار نية التفاوض على المغادرة بموجب المادة 50. كما جادلوا بأن اتفاقية Sewel للتجمعات المفوضة ، حيث تمرر الجمعية اقتراحًا يمكن لبرلمان وستمنستر أن يشرع بشأن مسألة تم تفويضها قبل أن يفعل ذلك ، يعني أن المملكة المتحدة لا يمكنها التفاوض على المغادرة بدون المجالس التشريعية في اسكتلندا أو ويلز أو أيرلندا الشمالية. موافقة. قررت المحكمة العليا أن البرلمان يجب أن يمرر قانونًا ، ولا يمكن أن يبدأ عملية المغادرة من خلال الامتياز الملكي البحت. ومع ذلك ، لا يمكن تطبيق اتفاقية Sewel من قبل المحاكم ، بدلا من الالتزام بها. أدى ذلك إلى قيام رئيسة الوزراء تيريزا ماي بإصدار قانون الاتحاد الأوروبي (الإخطار بالانسحاب) لعام 2017 ، مما يمنحها سلطة إخطار نية مغادرة الاتحاد الأوروبي.

### قواعد القانون
يُنظر إلى سيادة القانون كمبدأ أساسي في النظم القانونية الحديثة، بما في ذلك المملكة المتحدة. وقد وُصف بأنه «مهم في مجتمع حر مثل حق الامتياز الديمقراطي»،  وحتى «العامل المسيطر النهائي الذي يقوم عليه دستورنا»،  ولكن مثل السيادة البرلمانية، فإن معناها ومداها محل نزاع. تتحدث المعاني الأكثر قبولًا عن عدة عوامل: اللورد بينغهام من كورنهيل، الذي كان سابقًا أعلى قاض في إنجلترا وويلز، اقترح أن سيادة القانون يجب أن تعني أن القانون واضح ويمكن التنبؤ به، ولا يخضع لتقدير واسع أو غير معقول، وينطبق على قدم المساواة على جميع الناس، بإجراءات إنفاذ سريعة وعادلة، يحمون حقوق الإنسان الأساسية، ويعملون وفقًا للقانون الدولي. تسعى التعريفات الأخرى إلى استبعاد حقوق الإنسان والقانون الدولي من حيث الصلة بالموضوع، ولكنها تنبع إلى حد كبير من رؤى علماء ما قبل الديمقراطية مثل ألبرت فين ديسي. تم الاعتراف صراحة بسيادة القانون على أنها «مبدأ دستوري» في المادة 1 من قانون الإصلاح الدستوري لعام 2005، التي حدت من الدور القضائي لرئيس اللورد وأعادت صياغة نظام التعيينات القضائية لترسيخ الاستقلال والتنوع والجدارة. نظرًا لأن القانون لا يعطي تعريفًا إضافيًا، فإن المعنى العملي لـ «سيادة القانون» يتطور من خلال السوابق القضائية.
في جوهر سيادة القانون، في القانون الإنجليزي والقانون البريطاني، كان مبدأ «الشرعية» تقليديًا. هذا يعني أن الدولة والحكومة وأي شخص يعمل تحت سلطة حكومية (بما في ذلك الشركة)،  لا يجوز له التصرف إلا وفقًا للقانون. في عام 1765، ادعى الكاتب جون إنتيك، في قضية إنتيك ضد كارينجتون، أن ناثان كارينجتون، كبير مراسلي الملك، ليس لديه سلطة قانونية لاقتحام منزله ونهبه، وإزالة أوراقه. زعم كارينجتون أن لديه سلطة من وزير الخارجية اللورد هاليفاكس الذي أصدر «مذكرة» تفتيش، لكن لم يكن هناك قانون يمنح اللورد هاليفاكس سلطة إصدار أوامر تفتيش. اعتبر اللورد كامدن سي جيه أن «النهاية العظيمة، التي من أجلها دخل الرجال في المجتمع، كانت تأمين ممتلكاتهم»، وأنه بدون أي سلطة «كل غزو للملكية الخاصة، سواء كان ذلك في الدقيقة، يعد انتهاكًا». تصرف كارينغتون بشكل غير قانوني واضطر لدفع تعويضات. يوجد اليوم مبدأ الشرعية هذا في جميع أنحاء الاتفاقية الأوروبية لحقوق الإنسان، والتي لا تسمح بانتهاك الحقوق كنقطة انطلاق إلا إذا «وفقًا للقانون». في عام 1979، في قضية مالون ضد مفوض شرطة العاصمة، ادعى رجل متهم بالتعامل مع بضائع مسروقة أن الشرطة تنصت بشكل غير قانوني على هاتفه للحصول على أدلة. ينص القانون الوحيد ذي الصلة، قانون مكتب البريد لعام 1969 ، الجدول 5، على أنه لا ينبغي أن يكون هناك أي تدخل في الاتصالات السلكية واللاسلكية ما لم يصدر وزير الخارجية أمرًا، لكنه لم يذكر شيئًا صريحًا بشأن التنصت على الهاتف. رأى Megarry VC أنه لا يوجد خطأ في القانون العام، ورفض تفسير القانون في ضوء الحق في الخصوصية بموجب الاتفاقية الأوروبية لحقوق الإنسان، المادة 8. عند الاستئناف، خلصت المحكمة الأوروبية لحقوق الإنسان إلى أن الاتفاقية قد انتهكت لأن القانون «لم يشر بوضوح معقول إلى نطاق وطريقة ممارسة السلطة التقديرية ذات الصلة الممنوحة للسلطات العامة». ومع ذلك، طغت الحكومة على الحكم بسرعة من خلال تمرير قانون جديد للسماح بالتنصت على الهاتف بأمر. لا يكفي مبدأ الشرعية في حد ذاته للحفاظ على حقوق الإنسان في مواجهة السلطات القانونية الأكثر تدخلاً للمراقبة من قبل الشركات أو الحكومة.

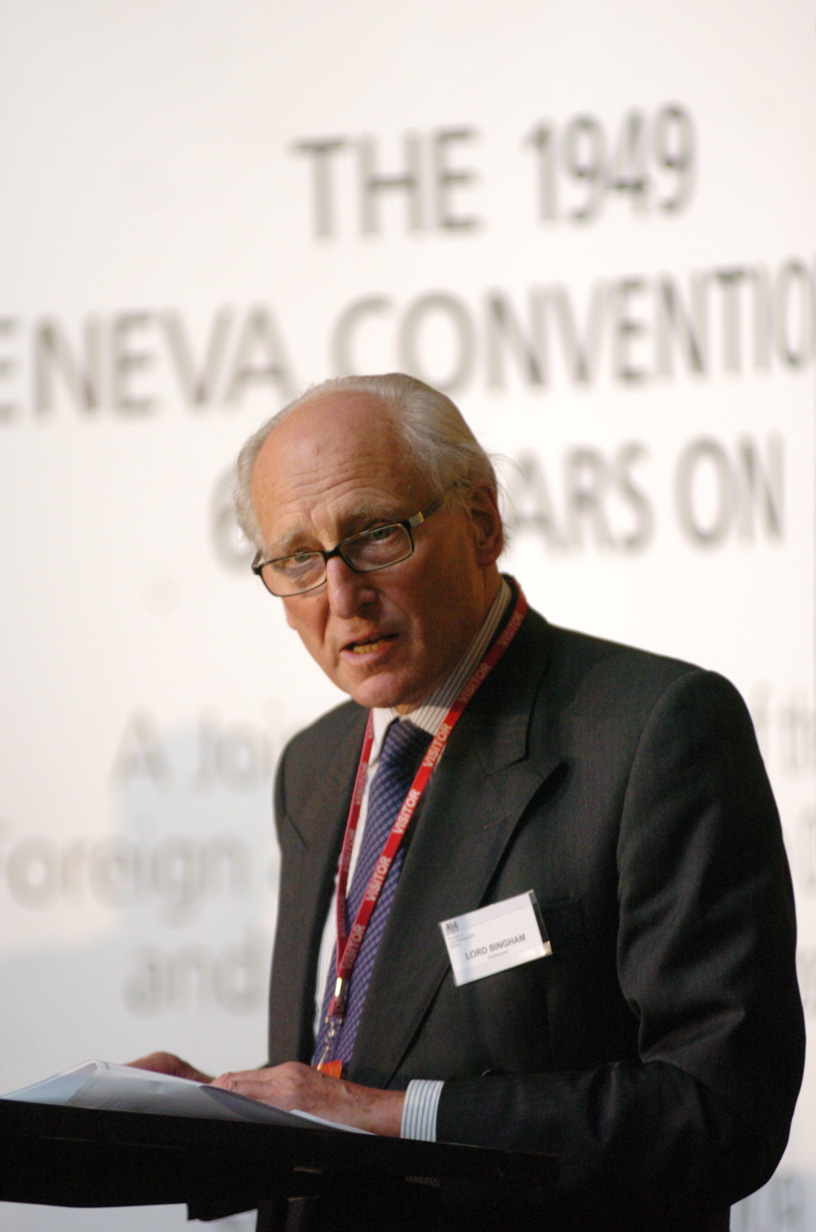
يتضمن المعنى الأكثر قبولًا لسيادة القانون، الذي دافع عنه اللورد بينغهام من كورنهيل، مبدأ الشرعية وحقوق الإنسان والالتزام بالديمقراطية والقانون الدولي.

تتطلب سيادة القانون أيضًا تطبيق القانون حقًا، على الرغم من أن الهيئات التنفيذية قد يكون لديها مجال لتقدير. في R (Corner House Research) v مدير مكتب مكافحة الاحتيال الخطير، زعمت مجموعة تقوم بحملة ضد تجارة الأسلحة، Corner House Research، أن مكتب الاحتيال الخطير تصرف بشكل غير قانوني من خلال إسقاط تحقيق في صفقة أسلحة اليمامة بين المملكة المتحدة والسعودية. زُعم أن شركة BAE Systems plc دفعت رشاوى لشخصيات حكومية سعودية. اعتبر مجلس اللوردات أن مكتب مكافحة الإرهاب يحق له أن يأخذ في الاعتبار المصلحة العامة في عدم متابعة التحقيق، بما في ذلك التهديدات الأمنية التي قد تظهر. أشارت البارونة هيل إلى أن مكتب مكافحة الإرهاب كان عليه أن يأخذ في الاعتبار «المبدأ القائل بأن لا أحد، بما في ذلك الشركات البريطانية القوية التي تتعامل مع دول أجنبية قوية، فوق القانون»، لكن القرار الذي تم التوصل إليه لم يكن غير معقول. عندما تتم إجراءات التنفيذ أو المحكمة، يجب أن يتم المضي قدمًا بسرعة: يجب توجيه الاتهام إلى أي شخص محتجز ومحاكمته أو إطلاق سراحه. يجب أن يكون الناس أيضًا قادرين على الوصول إلى العدالة في الممارسة العملية. في قضية R (UNISON) ضد Lord Chancellor، قضت المحكمة العليا بفرض الحكومة مبلغ 1200 جنيه إسترليني كرسوم لرفع دعوى أمام محكمة العمل يقوض سيادة القانون، وكان باطلاً. كان لورد المستشار سلطة قانونية لإنشاء رسوم لخدمات المحكمة، ولكن في حالة محاكم العمل، أدى أمره إلى انخفاض بنسبة 70 ٪ في الدعاوى المرفوعة ضد أصحاب العمل بسبب انتهاك حقوق العمل، مثل الفصل التعسفي أو الاستقطاعات غير القانونية للأجور أو التمييز. وقال اللورد ريد إن «الحق الدستوري في الوصول إلى المحاكم متأصل في سيادة القانون». بدون الوصول إلى المحاكم، «قد تصبح القوانين حبرا على ورق، قد يصبح العمل الذي يقوم به البرلمان زائفًا، والانتخاب الديمقراطي لأعضاء البرلمان قد يصبح تمثيلية لا معنى لها». من حيث المبدأ، يخضع كل شخص للقانون، بما في ذلك وزراء الحكومة، أو مديرو الشركات، الذين قد يتعرضون لانتهاك المحكمة بسبب انتهاك أمر. في الأنظمة الأخرى، يُنظر إلى فكرة الفصل بين السلطات على أنها جزء أساسي من الحفاظ على سيادة القانون. من الناحية النظرية، دعا بارون دي مونتسكيو في الأصل إلى الفصل الصارم بين السلطة التنفيذية والتشريعية والقضائية. بينما حاولت أنظمة أخرى، ولا سيما الولايات المتحدة، وضع ذلك موضع التنفيذ (على سبيل المثال مطالبة السلطة التنفيذية لا تأتي من المجلس التشريعي)، فمن الواضح أن الأحزاب السياسية الحديثة قد تقوض مثل هذا الفصل من خلال الاستيلاء على جميع الفروع الثلاثة للحكومة، والديمقراطية لديها تم الحفاظ عليها منذ القرن العشرين على الرغم من حقيقة أنه «لا يوجد فصل رسمي للسلطات في المملكة المتحدة». ومع ذلك، فقد وضع قانون الإصلاح الدستوري لعام 2005 حداً لممارسة رئاسة اللورد المستشار كرئيس للسلطة القضائية، بينما كان أيضًا عضوًا في البرلمان، وضمن مجلس الوزراء. منذ قانون التسوية 1700، كانت هناك حالة واحدة فقط تمت إزالة قاضٍ منها، ولا يمكن أن يحدث التعليق بدون رئيس قضاة اللورد والمستشار اللورد بعد أن يخضع القاضي لإجراءات جنائية. هناك الآن واجب على جميع الوزراء «للحفاظ على استقلال القضاء المستمر»، بما في ذلك ضد الاعتداء من قبل الشركات القوية أو وسائل الإعلام.

### ديمقراطية

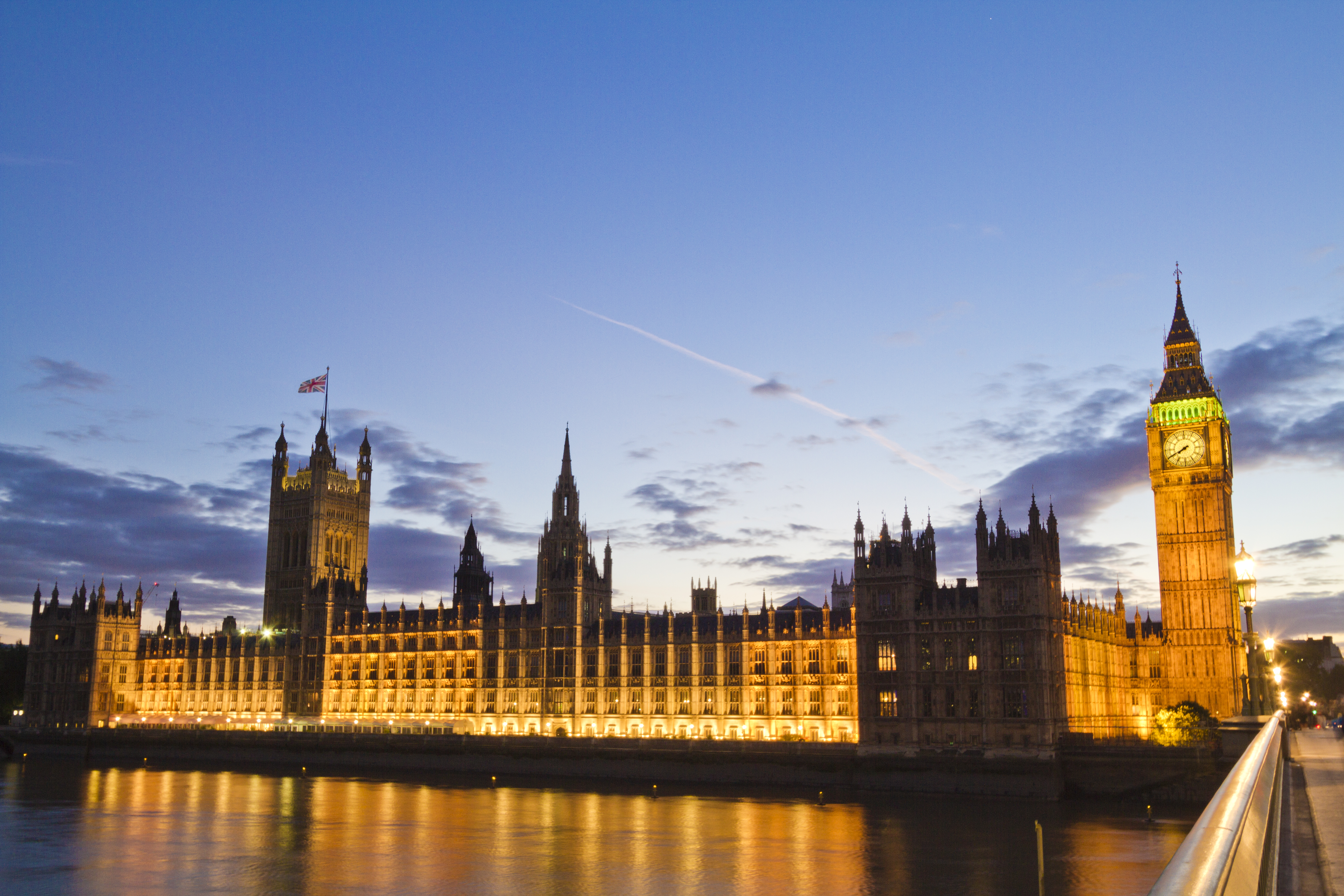
تم الاعتراف بالبرلمان كمنتدى للملك "للاستشارة العامة" قبل Magna Carta 1215.

إن مبدأ «المجتمع الديمقراطي»، الذي يتمتع بديمقراطية تمثيلية فاعلة وتداولية ، يدعم حقوق الإنسان، ويضفي الشرعية على حقيقة السيادة البرلمانية ،  ويعتبر على نطاق واسع أن "الديمقراطية تكمن في صميم مفهوم القاعدة من القانون". إن نقيض السلطة التعسفية التي يمارسها شخص واحد هي "الإدارة في أيدي الكثيرين وليس القلة". ووفقا لديباجة الاتفاقية الأوروبية لحقوق الإنسان، كما وضعه المحامين البريطانية بعد الحرب العالمية الثانية، وحقوق الإنسان والحريات الأساسية هي في حد ذاتها "أفضل صيانة ... بواسطة" ديمقراطية سياسية فعالة ". وبالمثل ، فإن هذا "المبدأ المميز للديمقراطية" مكرس في البروتوكول الأول ، المادة 3، التي تتطلب "الحق في انتخابات حرة" من أجل "ضمان حرية التعبير عن رأي الشعب في اختيار الهيئة التشريعية". في حين أن هناك العديد من مفاهيم الديمقراطية ، مثل "المباشر" أو "التمثيلي" أو "التداول"، فإن الرأي السائد في النظرية السياسية الحديثة هو أن الديمقراطية تتطلب مواطنين فاعلين ، ليس فقط في انتخاب الممثلين ، ولكن في المشاركة في الحياة السياسية . لا يكمن جوهرها في مجرد اتخاذ قرارات الأغلبية ، ولا الاستفتاءات التي يمكن استخدامها بسهولة كأداة للتلاعب ،  "ولكن في اتخاذ قرارات مسؤولة سياسيًا" وفي "التغييرات الاجتماعية واسعة النطاق لتعظيم حرية" البشرية. تعتمد شرعية القانون في مجتمع ديمقراطي على عملية مستمرة من المناقشات التداولية والنقاش العام ، بدلاً من فرض القرارات. كما أنه من المتفق عليه عمومًا أن المعايير الأساسية في الحقوق السياسية والاجتماعية والاقتصادية ضرورية لضمان أن يتمكن كل فرد من لعب دور هادف في الحياة السياسية. لهذا السبب ، تطورت حقوق التصويت الحر في انتخابات نزيهة و "الرفاهية العامة في مجتمع ديمقراطي" جنبًا إلى جنب مع جميع حقوق الإنسان ، وتشكل حجر الزاوية الأساسي للقانون الدولي.
في «الدستور الديمقراطي الحديث» للمملكة المتحدة ،  يتجلى مبدأ الديمقراطية من خلال الأنظمة الأساسية والسوابق القضائية التي تضمن الحق في التصويت في انتخابات نزيهة ، ومن خلال استخدامها كمبدأ للتفسير من قبل المحاكم. في عام 1703، في قضية آشبي ضد وايت التاريخية ، ذكر اللورد هولت سي جيه أن حق كل فرد «في إعطاء [أصواتهم] في انتخاب شخص يمثلهم في البرلمان ، هناك للموافقة على سن القوانين ، التي يجب أن تُلزم حريتهم وممتلكاتهم ، هي أسمى شيء وذات طبيعة عالية». وهذا يعني أن المحاكم تضمن بفاعلية فرز الأصوات ، وإجراء انتخابات ديمقراطية وفقًا للقانون. في قضية مورغان ضد سيمبسون ، رأت محكمة الاستئناف أنه إذا تم إجراء التصويت «بشكل سيئ للغاية بحيث لا يتوافق مع القانون إلى حد كبير» حيث سيتم إعلانه باطلاً ، وكذلك حتى المخالفات الطفيفة التي من شأنها أن تؤثر على النتيجة. هناك مجموعة كبيرة من التنظيمات ، على سبيل المثال في قانون تمثيل الشعب لعام 1983 أو قانون الأحزاب السياسية والانتخابات والاستفتاءات لعام 2000 ، تقيد الإنفاق أو أي تدخل أجنبي لأنه ، وفقًا للبارونة هيل ، «لكل شخص قيمة متساوية» و «نحن نفعل لا نريد حكومتنا أو سياساتها أن يقررها أكثر المنفقين». وعلى نطاق أوسع ، فإن مفهوم «المجتمع الديمقراطي» وما هو «ضروري» لعمله يدعم المخطط الكامل لتفسير الاتفاقية الأوروبية لحقوق الإنسان كما هو مطبق في القانون البريطاني ، ولا سيما بعد قانون حقوق الإنسان لعام 1998 ، لأن كل حق عادة لا يمكن تقييدها إلا إذا كان «وفقًا للقانون» و «ضروريًا في مجتمع ديمقراطي». تتجلى أيضًا مكانة دولة الرفاه الاجتماعي الضرورية لدعم الحياة الديمقراطية من خلال تفسير المحاكم. على سبيل المثال ، في قضية Gorringe v Calderdale MBC ، قال اللورد ستاين ، الذي أصدر الحكم الرئيسي ، إنه من «الضروري» النظر إلى قانون الإهمال في سياق «ملامح دولة الرفاهية الاجتماعية لدينا». وبشكل أعم ، تم تطوير القانون العام بشكل متزايد ليكون منسجمًا مع الحقوق القانونية ،  وأيضًا في انسجام مع الحقوق بموجب القانون الدولي.

### الدولية
مثل الدول الديمقراطية الأخرى ،  تعتبر مبادئ القانون الدولي مكونًا أساسيًا للدستور البريطاني ، كأداة أساسية لتفسير القانون المحلي ، ومن خلال دعم المملكة المتحدة المستمر وعضوية المنظمات الدولية الرئيسية. بقدر ما يعود إلى Magna Carta 1215 ، اعترف القانون الإنجليزي بالحق في حرية تنقل الأشخاص من أجل التجارة الدولية. بحلول عام 1608، كتب السير إدوارد كوك بثقة أن القانون التجاري الدولي ، أو قانون مركاتوريا ، هو جزء من قوانين المملكة ،  بينما تركزت الأزمات الدستورية في القرن السابع عشر على البرلمان الذي أوقف محاولة الملك لفرض ضرائب على التجارة الدولية دون موافقتها. وبالمثل في القرن الثامن عشر ، نظر اللورد هولت سي جيه إلى القانون الدولي كأداة عامة لتفسير القانون العام ،  حين أن اللورد مانسفيلد على وجه الخصوص فعل أكثر من أي شيء آخر للتأكيد على أن قانون مركاتوريا الدولي «ليس قانون بلد معين ولكن قانون جميع الأمم»،  و«قانون التجار وقانون الأرض هو نفسه». في عام 1774، في قضية Somerset v Stewart ، وهي إحدى أهم القضايا في التاريخ القانوني ، اعتبر اللورد مانسفيلد أن العبودية كانت قانونية «في أي بلد» وبالتالي في القانون العام. في السوابق القضائية الحديثة ، كان من المقبول باستمرار أن «من مبادئ السياسة القانونية أن يتماشى القانون [البريطاني] مع القانون الدولي العام». شدد مجلس اللوردات على أن «هناك افتراضًا قويًا لصالح تفسير القانون الإنجليزي (سواء كان قانونًا عامًا أو نظامًا أساسيًا) بطريقة لا تضع المملكة المتحدة في حالة خرق لالتزام دولي». على سبيل المثال ، في قضية Hounga v Allen ، قضت المحكمة العليا بأن سيدة شابة تم الاتجار بها بشكل غير قانوني إلى المملكة المتحدة لها الحق في رفع دعوى التمييز العنصري ضد أصحاب عملها ، على الرغم من أنها كانت هي نفسها تنتهك قانون الهجرة لعام 1971 . وبذلك ، استندت المحكمة بالإجماع إلى المعاهدات الدولية التي وقعتها المملكة المتحدة ، والمعروفة باسم بروتوكولات باليرمو، وكذلك الاتفاقية الأوروبية لحقوق الإنسان ، في تفسير نطاق مبدأ القانون العام لعدم الشرعية، ورأت أنه ليس من العوائق. للمدعي لتأكيد حقوقها القانونية. تمت مناقشة ما إذا كان يجب على المملكة المتحدة أن تتبنى نظرية ترى القانون الدولي كجزء من المملكة المتحدة دون أي إجراء آخر (نظرية «أحادية»)، أو ما إذا كان لا يزال من الضروري ترجمة مبادئ القانون الدولي إلى قانون محلي (نظرية «ثنائية»). الموقف الحالي في قانون الاتحاد الأوروبي هو أنه بينما يُلزم القانون الدولي الاتحاد الأوروبي ، فإنه لا يمكنه تقويض المبادئ الأساسية للقانون الدستوري أو حقوق الإنسان.

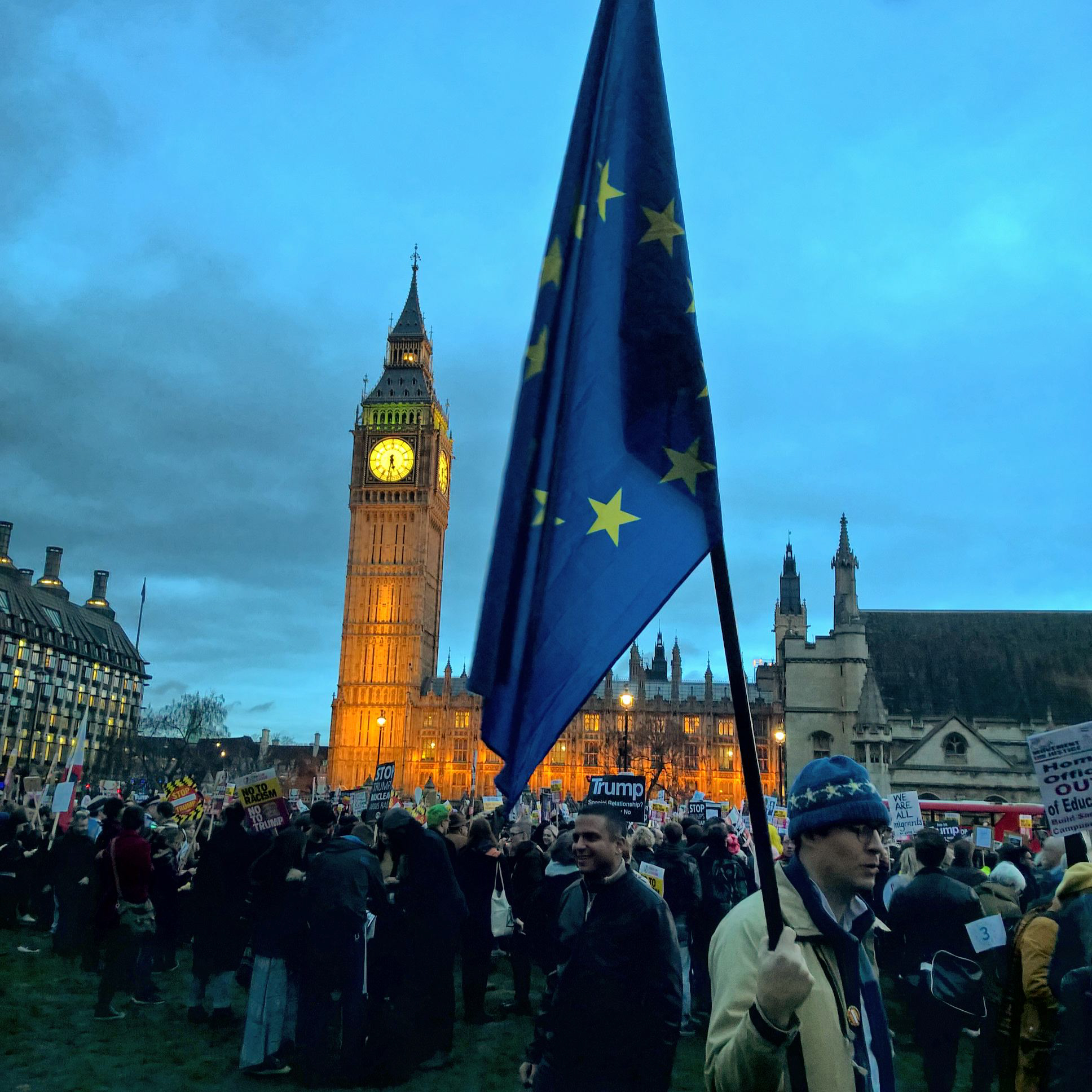
في استفتاء خروج بريطانيا من الاتحاد الأوروبي ، صوت 52٪ لمغادرة الاتحاد الأوروبي ، و 48٪ على البقاء. قدم النقاد شكاوى حول جوهر السؤال.

منذ أن أنهت الحروب العالمية الإمبراطورية البريطانية ودمرت أجزاء كبيرة من البلاد فعليًا ، دعمت المملكة المتحدة باستمرار المنظمات التي تشكلت بموجب القانون الدولي. من معاهدة فرساي لعام 1919 ، كانت المملكة المتحدة عضوًا مؤسسًا في منظمة العمل الدولية، التي تضع معايير عالمية لحقوق الأشخاص في العمل. بعد فشل عصبة الأمم وفي أعقاب الحرب العالمية الثانية ، أصبحت المملكة المتحدة عضوًا مؤسسًا للأمم المتحدة، معترفًا بها من قبل البرلمان من خلال قانون الأمم المتحدة لعام 1946 ، مما يتيح تنفيذ أي قرار لمجلس الأمن باستثناء استخدام القوة. بأمر في المجلس. بموجب الإعلان العالمي لحقوق الإنسان لعام 1948 ، الاحتلال الاستعماري الإجباري ، وندرة الديمقراطية وتشوه حقوق الإنسان  في الإمبراطورية البريطانية فقدت شرعية جوهرية بموجب القانون الدولي ، وأدى ذلك ، إلى جانب حركات الاستقلال ، إلى تفككها السريع. شهدت معاهدتان أساسيتان ، وهما العهد الدولي الخاص بالحقوق المدنية والسياسية، والعهد الدولي الخاص بالحقوق الاقتصادية والاجتماعية والثقافية في عام 1966، تصديق المملكة المتحدة على معظم الحقوق الواردة في الإعلان العالمي. وفقًا لقاعدة بونسونبي من عام 1924، ينص القسم 20 من قانون الإصلاح الدستوري والحكم لعام 2010 على المصادقة على المعاهدة بمجرد عرضها على البرلمان لمدة 21 يومًا وعدم إصدار أي قرار مخالف. إقليمياً ، شاركت المملكة المتحدة في صياغة الاتفاقية الأوروبية لحقوق الإنسان لعام 1950 التي سعت إلى ضمان المعايير الأساسية للديمقراطية وحقوق الإنسان للحفاظ على السلام في أوروبا ما بعد الحرب. في الوقت نفسه ، وبعد الرؤى الراسخة للتكامل الأوروبي مع المملكة المتحدة «في المركز»،  سعت الدول الأوروبية الديمقراطية إلى دمج اقتصاداتها لجعل الحرب عبثًا ودفع التقدم الاجتماعي. في عام 1972، انضمت المملكة المتحدة إلى المجموعة الأوروبية (أعيدت تسميتها بالاتحاد الأوروبي في عام 1992) والتزمت بتنفيذ قانون الاتحاد الأوروبي الذي شاركت فيه ، في قانون المجتمعات الأوروبية لعام 1972 . في عام 1995، أصبحت المملكة المتحدة أيضًا عضوًا مؤسسًا في منظمة التجارة العالمية. لضمان تطبيق المحاكم للاتفاقية الأوروبية بشكل مباشر ، صدر قانون حقوق الإنسان لعام 1998 . كما أقر البرلمان قانون المحكمة الجنائية الدولية لعام 2001 لتمكين مقاضاة مجرمي الحرب ، وأخضع نفسه للاختصاص القضائي للمحكمة. في عام 2016، صوتت المملكة المتحدة في استفتاء على مغادرة الاتحاد الأوروبي، مما أدى - بنسبة إقبال بلغت 72.2٪ - بهامش 51.9٪ لصالح «المغادرة» و 48.1٪ لصالح «البقاء». ومع ذلك ، فضلت أغلبية كبيرة في كل من اسكتلندا وأيرلندا الشمالية البقاء في الاتحاد الأوروبي ، في مناخ من الادعاءات بسوء سلوك كبير يحدث في الحملات.

### المؤسسات

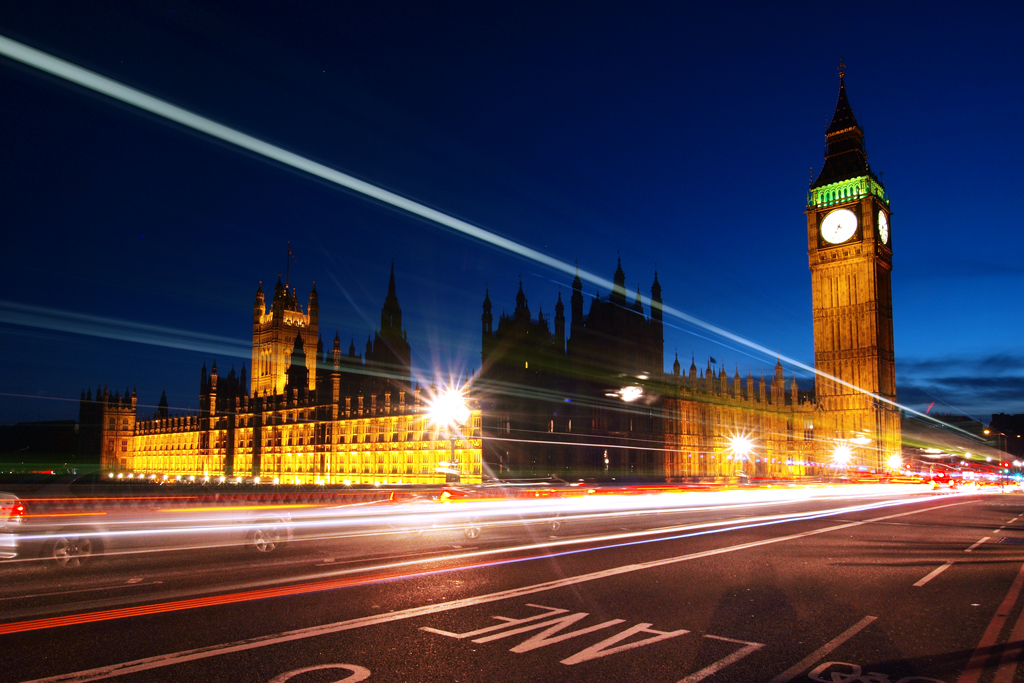
يضمن نظام الديمقراطية البرلمانية في المملكة المتحدة إمكانية عزل السلطة التنفيذية ورئيس الوزراء بأغلبية الأصوات في مجلس العموم. تلتزم السلطة التنفيذية بسيادة القانون ، التي تفسرها السلطة القضائية ، ولكن لا يجوز للسلطة القضائية إعلان عدم دستورية قانون برلماني.

في حين أن المبادئ قد تكون أساس دستور المملكة المتحدة ، فإن مؤسسات الدولة تؤدي وظائفها في الممارسة العملية. أولاً ، البرلمان هو الكيان ذو السيادة. يتولى مجلساها التشريع. في مجلس العموم ، يتم انتخاب كل عضو في البرلمان عن طريق التعددية البسيطة في تصويت ديمقراطي ، على الرغم من أن النتائج لا تتوافق دائمًا مع تفضيلات الناس بشكل عام. تاريخيًا ، جرت معظم الانتخابات كل أربع سنوات ،  ولكن تم تحديد ذلك في خمس سنوات في عام 2011. يخضع الإنفاق الانتخابي لرقابة مشددة ، والتدخل الأجنبي محظور ، والتبرعات وكسب التأييد محدودة بأي شكل من الأشكال. يراجع مجلس اللوردات ويصوت على المقترحات التشريعية لمجلس العموم. يمكن أن يؤخر التشريع لمدة عام واحد ، ولا يمكن أن يؤخر على الإطلاق إذا كان القانون المقترح يتعلق بالمال. يتم تعيين معظم اللوردات من قبل رئيس الوزراء ، من خلال الملكة ،  بناءً على مشورة لجنة توفر ، بموجب الاتفاقية ، بعض التوازن بين الأحزاب السياسية. بقي اثنان وتسعون من الأقران الوراثية. لكي يصبح قانونًا ، يجب قراءة كل قانون برلماني من قبل المجلسين ثلاث مرات ، والحصول على الموافقة الملكية من قبل الملك. لم يستخدم صاحب السيادة حق النقض (الفيتو) على التشريع ، بالاتفاقية ، منذ عام 1708 . ثانياً ، القضاء يفسر القانون. لا يمكنها إلغاء قانون برلماني ، لكن القضاء يضمن أن أي قانون قد ينتهك الحقوق الأساسية يجب أن يتم التعبير عنه بوضوح ، لإجبار السياسيين على مواجهة ما يفعلونه علانية و «قبول التكلفة السياسية». بموجب قانون الإصلاح الدستوري لعام 2005 ، يتم تعيين السلطة القضائية من قبل لجنة التعيينات القضائية مع توصيات عبر الأحزاب والتوصيات القضائية ، لحماية استقلال القضاء. ثالثًا ، يقود السلطة التنفيذية للحكومة رئيس الوزراء الذي يجب أن يكون قادرًا على قيادة الأغلبية في مجلس العموم. يتم تعيين مجلس الوزراء من قبل رئيس الوزراء لقيادة الإدارات الرئيسية للدولة ، مثل وزارة الخزانة ووزارة الخارجية ووزارة الصحة ووزارة التعليم. رسمياً «رأس الدولة» هو الملك ، لكن كل الصلاحيات يمارسها رئيس الوزراء ، خاضعة للمراجعة القضائية. رابعًا ، مع نضوج المملكة المتحدة كدولة ديمقراطية حديثة ، تم تطوير نظام شامل لموظفي الخدمة المدنية ومؤسسات الخدمة العامة لمنح سكان المملكة المتحدة الحقوق الاقتصادية والاجتماعية والقانونية. تلتزم جميع الهيئات العامة والخاصة التي تؤدي وظائف عامة بسيادة القانون.

### البرلمان
في الدستور البريطاني ، يجلس البرلمان على قمة السلطة. برز من خلال سلسلة من الثورات كجسد مهيمن ، على الكنيسة، والمحاكم، والملك،  وداخل البرلمان ظهر مجلس العموم باعتباره الغرفة المهيمنة ، على مجلس اللوردات الذي يمثل تقليديًا الأرستقراطية. عادة ما يُعتقد أن التبرير المركزي للسيادة البرلمانية هو طبيعتها الديمقراطية ، على الرغم من أنه لم يكن من الممكن القول إن البرلمان أصبح أخيرًا «ديمقراطيًا» بأي معنى حديث (كملكية) إلا عند قانون تمثيل الشعب (الامتياز المتساوي) لعام 1928 أُلغيت مؤهلات التصويت لكل من يزيد عمره عن 21 عامًا)، ولم يحدث إلا بعد الحرب العالمية الثانية أنه تم إنهاء الاستعمار والدوائر الانتخابية الجامعية وخفض سن التصويت. وظائف البرلمان الرئيسية هي التشريع ، وتخصيص الأموال للإنفاق العام ،  وفحص الحكومة. في الممارسة العملية ، يشارك العديد من النواب في اللجان البرلمانية التي تحقق في الإنفاق والسياسات والقوانين وتأثيرها ، وغالبًا ما يقدمون تقارير للتوصية بالإصلاح. على سبيل المثال ، أوصت لجنة التحديث التابعة لمجلس العموم في عام 2002 بنشر مشاريع القوانين قبل أن تصبح قانونًا ، وتبين لاحقًا أنها حققت نجاحًا كبيرًا. يوجد 650 عضوًا في البرلمان (MPs) في مجلس العموم، يتم انتخابهم حاليًا لمدة خمس سنوات ما لم يصوت ثلثاهم على انتخابات مبكرة ،  و 790 من أقرانهم في مجلس اللوردات. لكي يصبح مشروع القانون المقترح قانونًا وقانونًا ، يجب قراءته ثلاث مرات في كل غرفة ، والحصول على الموافقة الملكية من قبل الملك.

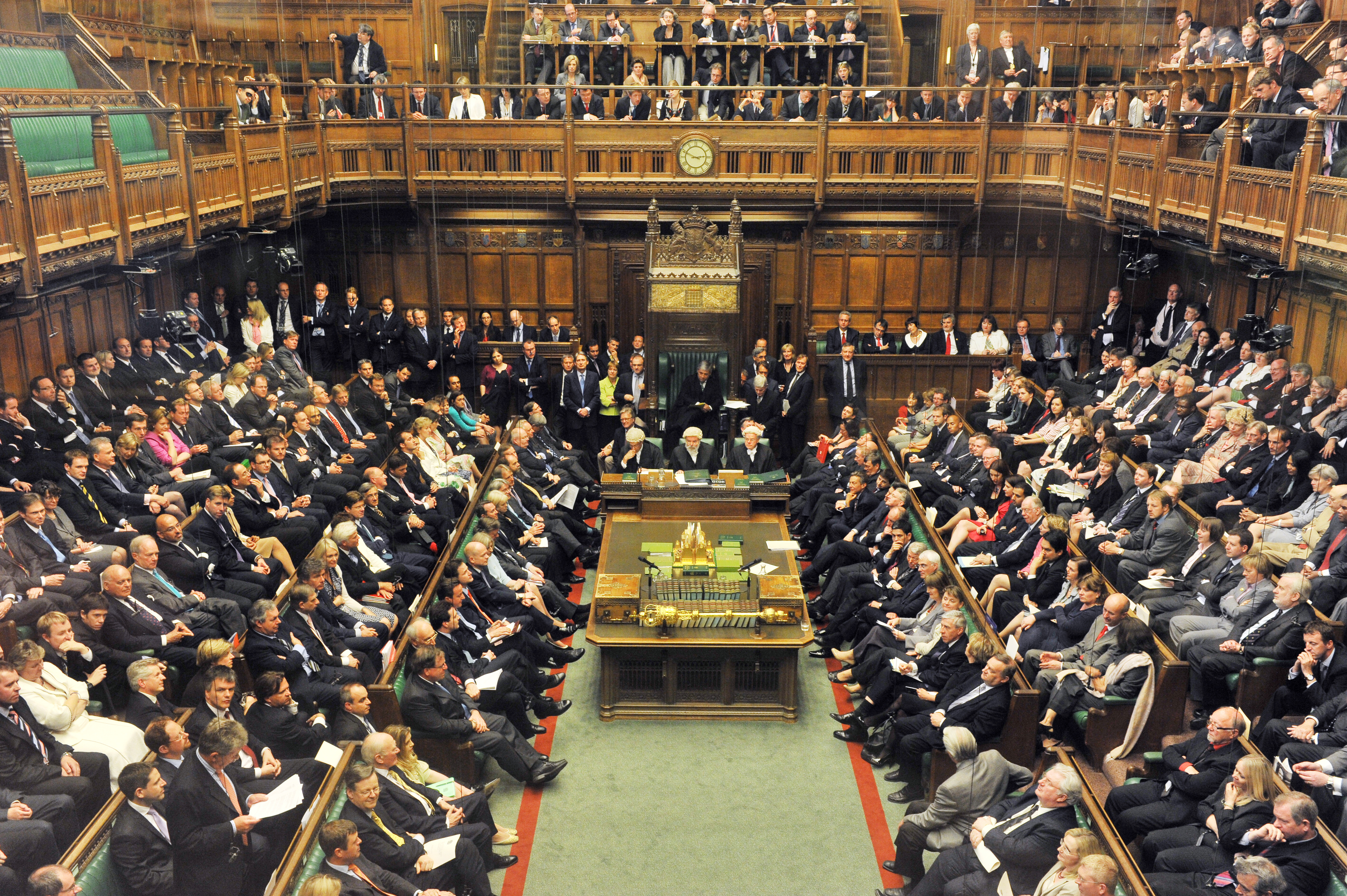
مجلس العموم هو أهم هيئة في الدستور البريطاني. يتم انتخاب أعضاء البرلمان بشكل ديمقراطي من قبل الدوائر الانتخابية في جميع أنحاء المملكة المتحدة ، وتشكل الأحزاب التي لديها أغلبية في مجلس العموم الحكومة البريطانية.

اليوم ، مجلس العموم هو الجهاز الأساسي للحكومة التمثيلية. يمنح القسم 1 من قانون تمثيل الشعب لعام 1983 الحق لجميع المواطنين المسجلين في المملكة المتحدة وجمهورية أيرلندا والكومنولث الذين تبلغ أعمارهم 18 عامًا أو أكثر في انتخاب أعضاء البرلمان في مجلس العموم. يستثني القسمان 3 و 4 الأشخاص الذين أدينوا بارتكاب جريمة وفي مؤسسة عقابية أو المحتجزين بموجب قوانين الصحة العقلية. تندرج هذه القيود دون المعايير الأوروبية ، التي تتطلب أن الأشخاص المدانين بجرائم بسيطة (مثل السرقة الصغيرة أو جرائم المخدرات) لهم الحق في التصويت. منذ عام 2013، يتعين على الجميع التسجيل بشكل فردي للتصويت (على سبيل المثال ، على www.gov.uk/register-to-vote)، بدلاً من أن تكون الأسر قادرة على التسجيل بشكل جماعي ، ولكن يتم إجراء استطلاع سنوي للأسر المعيشية لزيادة عدد المسجلين اشخاص. منذ عام 1703، اعترفت آشبي ضد وايت بالحق في «التصويت عند انتخاب شخص لتمثيله أو تمثيلها في البرلمان ، هناك للموافقة على سن القوانين ، التي تلزم حريته وممتلكاته» «أسمى شيء وذات طبيعة عالية». وهذا يعني في الأصل أن أي تدخل في هذا الحق سيؤدي إلى تعويضات. إذا كان رفض التصويت سيؤدي إلى تغيير النتيجة ، أو إذا تم إجراء التصويت «بشكل سيئ للغاية بحيث لم يكن متوافقًا إلى حد كبير مع القانون»، فسيتعين إجراء التصويت مرة أخرى. لذلك ، في قضية مورغان ضد سيمبسون ، أعلنت محكمة الاستئناف أن الانتخابات لمقعد في مجلس لندن الكبرى غير صالحة بعد أن تبين أن 44 ورقة اقتراع غير مختومة لم يتم احتسابها. تسبق مبادئ القانون العام هذه التنظيم القانوني ، وبالتالي يبدو أنها تنطبق على أي تصويت ، بما في ذلك الانتخابات والاستفتاءات. يخضع الإنفاق على الانتخابات لرقابة صارمة اليوم من خلال القانون. يمكن للأحزاب السياسية في الحملات الوطنية إنفاق 20 مليون جنيه إسترليني كحد أقصى ، بالإضافة إلى 10000 جنيه إسترليني في كل دائرة انتخابية. تُحظر الإعلانات السياسية على التلفزيون باستثناء تلك الموجودة في فترات فراغ معينة ،  على الرغم من أن الإنترنت لا يزال غير منظم إلى حد كبير. يجب الكشف عن أي إنفاق يزيد عن 500 جنيه إسترليني من قبل أطراف ثالثة. على الرغم من أن هذه القواعد صارمة ، فقد تم عقدها في قضية Animal Defenders International v UK لتكون متوافقة مع الاتفاقية لأن «كل شخص له قيمة متساوية» و «لا نريد حكومتنا أو سياساتها أن يقررها أكثر المنفقين». يُحظر تمامًا التدخل الأجنبي في التصويت ، بما في ذلك أي «بث» (أيضًا عبر الإنترنت) «بقصد التأثير على الأشخاص لإعطاء أصواتهم أو الامتناع عنها». يمكن مصادرة التبرعات التي تقدمها الأطراف الأجنبية بالكامل إلى مفوضية الانتخابات. تقتصر التبرعات المحلية على الأحزاب المسجلة ، ويجب الإبلاغ عنها ، عندما تكون أكثر من 7500 جنيه إسترليني محليًا أو 1500 جنيه إسترليني محليًا ، إلى مفوضية الانتخابات. يعتمد نظام انتخاب مجلس العموم على الدوائر الانتخابية ، والتي تتم مراجعة حدودها بشكل دوري لتساوي السكان. كان هناك جدل كبير حول أول الماضية دون وظيفة نظام التصويت الاستخدامات المملكة المتحدة، كما أنه يميل إلى استبعاد أحزاب الأقلية. على النقيض من ذلك ، قد يختار الناخبون في أستراليا تفضيلات المرشحين ، على الرغم من رفض هذا النظام في استفتاء عام 2011 على التصويت البديل في المملكة المتحدة الذي نظمه تحالف كاميرون-كليج. في البرلمان الأوروبي، يختار الناخبون حزبًا من دوائر انتخابية إقليمية متعددة الأعضاء: يميل هذا إلى منح الأحزاب الأصغر تمثيلاً أكبر بكثير. في البرلمان الاسكتلندي، ومجلس سينيد ولندن، يتمتع الناخبون باختيار كل من الدوائر الانتخابية وقائمة الحزب ، والتي تميل إلى عكس التفضيلات العامة بشكل أفضل. لكي يتم انتخابه كعضو في البرلمان ، يصبح معظم الأشخاص عمومًا أعضاء في الأحزاب السياسية، ويجب أن يكون عمرهم أكبر من 18 عامًا في يوم الترشيح للترشح لمقعد ،  أن يكون مؤهلاً من الكومنولث أو مواطنًا أيرلنديًا ،  ألا يكون مُفلس  أدين بممارسات فاسدة ،  أو أن يكون ربًا أو قاضيًا أو موظفًا في الخدمة المدنية. للحد من سيطرة الحكومة العملية على البرلمان ، يقيد قانون الرواتب الوزارية والرواتب الأخرى لعام 1975 دفع رواتب أعلى لعدد محدد من النواب.

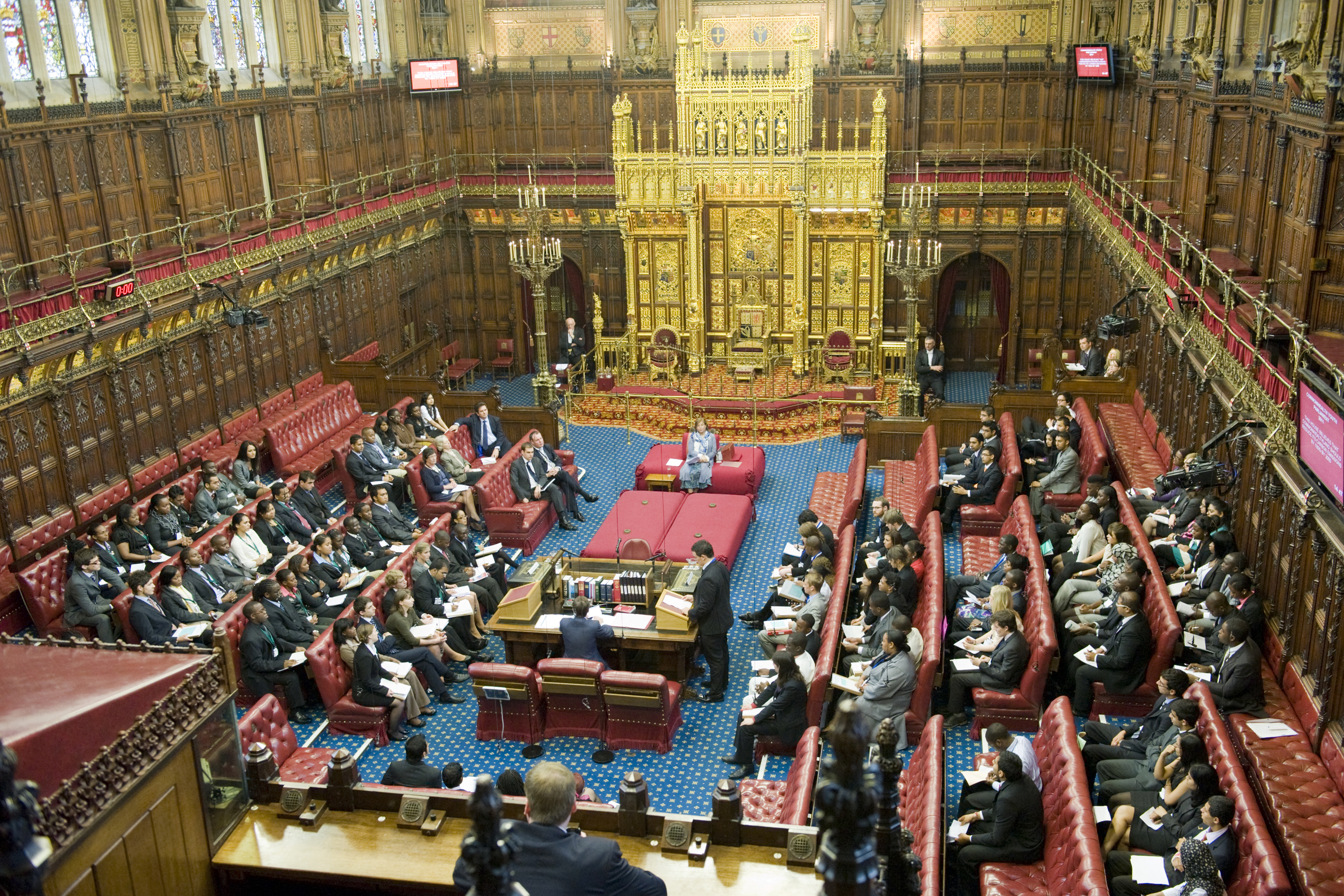
مجلس اللوردات هو غرفة يتم تعيينها في الغالب من قبل رئيس الوزراء ، بناءً على خبرة اللوردات أو الإنجازات أو الانتماء السياسي. منذ إلغاء معظم أقرانهم بالوراثة ، كان هناك جدل مستمر حول ما إذا كان سيتم انتخاب مجلس اللوردات أم لا.

إلى جانب الملك الوراثي ، يظل مجلس اللوردات فضولًا تاريخيًا في الدستور البريطاني. تقليديًا ، كانت تمثل الأرستقراطية المالكة للأراضي ، والحلفاء السياسيين للملك أو الحكومة ، ولم يتم إصلاحها إلا بشكل تدريجي وغير كامل. اليوم ، ألغى قانون مجلس اللوردات لعام 1999 جميع الأقران باستثناء 92 من الأقران الوراثيين ، تاركًا معظم الأقران ليكونوا «أقران الحياة» المعينين من قبل الحكومة بموجب قانون النبلاء مدى الحياة لعام 1958 ، واللوردات القانونيين المعينين بموجب قانون الاستئناف القضائي لعام 1876 ، واللوردات الروحانيين الذين هم من كبار رجال الدين في كنيسة إنجلترا. منذ عام 2005، لا يمكن لكبار القضاة الجلوس والتصويت في مجلس اللوردات بعد التقاعد. تقوم الحكومة بتعيين معظم الأقران ، ولكن منذ عام 2000 تلقت المشورة من لجنة التعيينات في مجلس اللوردات المكونة من سبعة أشخاص مع ممثلين من حزب العمل والمحافظين والأحزاب الديمقراطية الليبرالية. يمكن دائمًا التنصل من النبلاء ،  ويمكن لأقرانهم السابقين بعد ذلك الترشح للبرلمان. منذ عام 2015، قد يتم تعليق أو طرد أحد الأقران من قبل مجلس النواب. من الناحية العملية ، قلل قانون البرلمان لعام 1949 بشكل كبير من سلطة مجلس اللوردات ، لأنه لا يمكنه إلا تأخير التشريع ولا يمكنه إعاقة التشريع لمدة عام واحد ، ولا يمكنه تأخير الفواتير المالية على الإطلاق. ومع ذلك ، يتم مناقشة العديد من خيارات الإصلاح. اقترح مشروع قانون إصلاح مجلس اللوردات لعام 2012 أن يكون هناك 360 عضوًا منتخبًا بشكل مباشر ، و 90 عضوًا معينًا ، و 12 أسقفًا وعددًا غير مؤكد من الأعضاء الوزاريين. كان سيتم انتخاب اللوردات المنتخبين عن طريق التمثيل النسبي لمدة 15 عامًا ، من خلال 10 دوائر انتخابية إقليمية على نظام صوت واحد قابل للتحويل. ومع ذلك ، سحبت الحكومة دعمها بعد رد فعل عنيف من أعضاء البرلمان المحافظين. لقد قيل في كثير من الأحيان أنه إذا تم انتخاب اللوردات من قبل الدوائر الجغرافية وسيطر حزب ما على كلا الجانبين «فلن يكون هناك احتمال ضئيل للتدقيق أو المراجعة الفعالة للأعمال الحكومية». يمكن أن يكون الخيار الثاني ، كما هو الحال في البرلمان السويدي ، هو إلغاء مجلس اللوردات: لقد تم ذلك في الواقع خلال الحرب الأهلية الإنجليزية في عام 1649، ولكن تم ترميمه مع النظام الملكي في عام 1660 . الخيار الثالث المقترح هو انتخاب الأقران عن طريق العمل والمجموعات المهنية ، بحيث ينتخب العاملون في مجال الرعاية الصحية أقرانهم الذين لديهم معرفة صحية خاصة ، وينتخب الأشخاص في التعليم عددًا ثابتًا من خبراء التعليم ، وينتخب المهنيون القانونيون ممثلين قانونيين ، وما إلى ذلك. يقال أن هذا ضروري لتحسين جودة التشريعات.

### القضاء

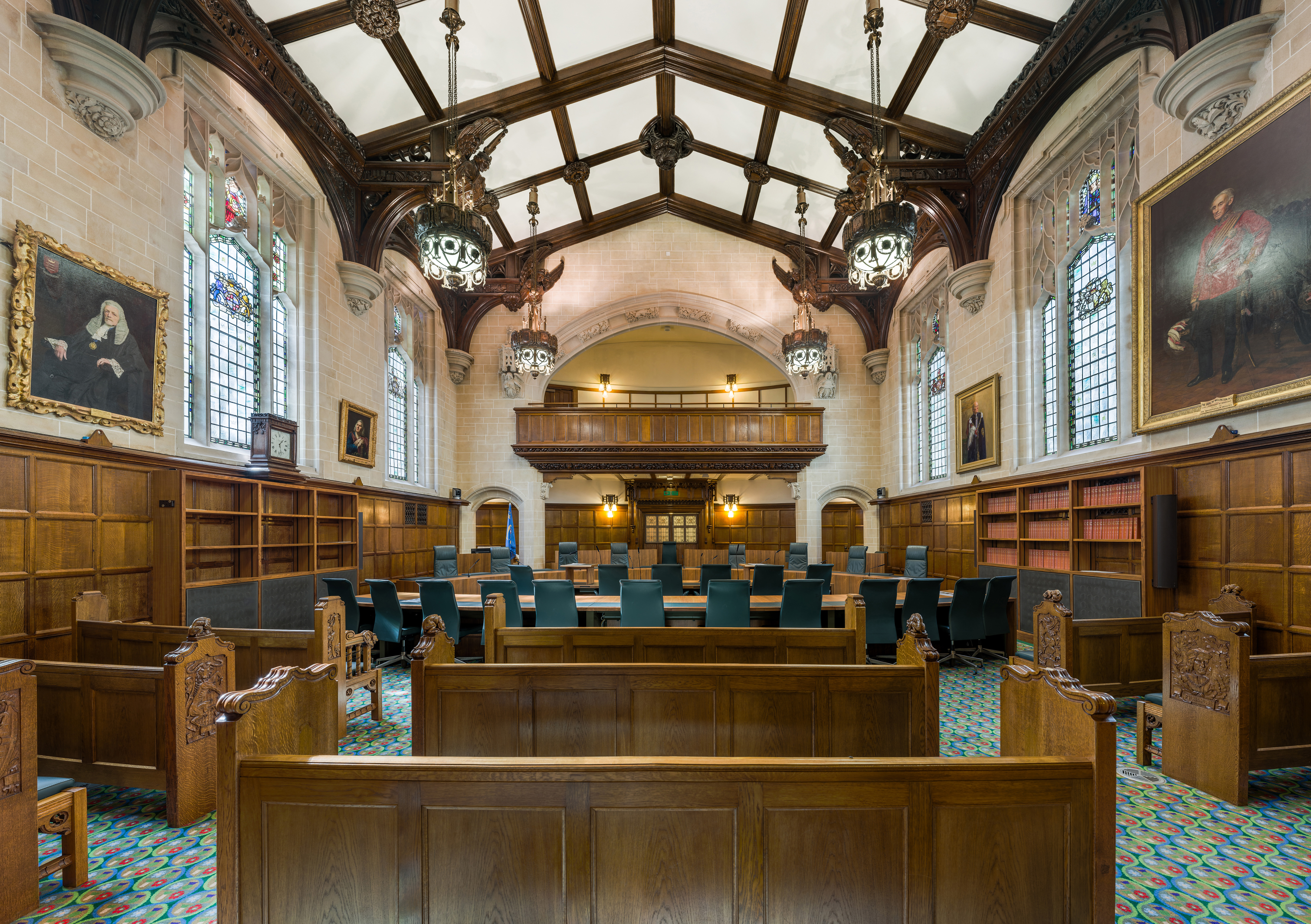
يتم بث الإجراءات في المحكمة العليا في المملكة المتحدة ، التي انتقلت إلى منزلها الحديث في Middlesex Guildhall في عام 2009، على الهواء مباشرة ، ولم يعد القضاة يرتدون الشعر المستعار.

يتمتع القضاء في المملكة المتحدة بالوظائف الأساسية المتمثلة في دعم سيادة القانون والديمقراطية وحقوق الإنسان. أعلى محكمة استئناف ، أعيدت تسميتها من مجلس اللوردات رسميًا من 2005، هي المحكمة العليا ؛ مع تغيير دور اللورد المستشار بشكل كبير في 3 أبريل 2006، نتيجة لقانون الإصلاح الدستوري 2005. بفضل قانون الإصلاح الدستوري لعام 2005، ظهرت تركيبة السلطة القضائية بوضوح لأول مرة داخل الدستور. يقدم هذا الشكل من القانون المكرس فرعًا جديدًا للحكومة. وقد تم إنشاء محكمة عليا مستقلة منفصلة عن مجلس اللوردات ولها نظام تعيينات وموظفين وميزانية ومبنى خاص بها. تستكشف جوانب أخرى من هذا كيف أصبح القضاء مستقلًا ؛ أُنشئت لجنة التعيينات ، وهي مسؤولة عن اختيار المرشحين للتوصية بالتعيين القضائي لوزير الدولة لشؤون العدل. تضمن لجنة التعيينات القضائية أن تظل الجدارة المعيار الوحيد للتعيين وأن نظام التعيينات حديث ومنفتح وشفاف. أخيرًا ، فيما يتعلق بالتدقيق ، أمين المظالم المعني بالتعيين القضائي والسلوك ، المسؤول عن التحقيق وتقديم التوصيات بشأن الشكاوى المتعلقة بعملية التعيينات القضائية ، والتعامل مع شكاوى السلوك القضائي في نطاق قانون الإصلاح الدستوري ، وهذا يوفر ضوابط وتوازنات لـ المحكمة العليا. تستمع السلطة القضائية إلى الاستئنافات المقدمة من المملكة المتحدة بأكملها في مسائل القانون المدني والقانون الجنائي في إنجلترا وويلز وأيرلندا الشمالية. لا يمكنها سماع دعاوى جنائية من اسكتلندا ، حيث تم استبعاد ذلك بموجب معاهدة الاتحاد لعام 1707، ومن الاختصاص الرسمي للبرلمان البريطاني تغيير هذا الموقف. ومع ذلك ، تنظر المحكمة العليا في «قضايا التفويض» حيث قد تؤثر على القانون الجنائي الإسكتلندي. منذ بيان الممارسة لعام 1966، أقر القضاء بأنه في حين أن نظام السوابق ، الذي يلزم المحاكم الأدنى درجة ، ضروري لتوفير «درجة معينة من اليقين على الأقل»، يجب على المحاكم تحديث اجتهاداتها و «الخروج عن قرار سابق عندما يكون يبدو أنه من الصواب القيام بذلك». يبدأ التقاضي عادة في محكمة المقاطعة أو المحكمة العليا لقضايا القانون المدني ،  أو محكمة الصلح أو محكمة التاج لقضايا القانون الجنائي. هناك أيضًا محاكم توظيف للنزاعات المتعلقة بقانون العمل،  ومحكمة الدرجة الأولى للنزاعات العامة أو التنظيمية ، بدءًا من الهجرة إلى الضمان الاجتماعي إلى الضرائب. بعد المحكمة العليا أو محكمة التاج أو محاكم الاستئناف ، يجوز للقضايا عمومًا الاستئناف أمام محكمة الاستئناف في إنجلترا وويلز. في اسكتلندا ، يوجد لمحكمة الجلسة مجلس خارجي (أول درجة) وداخلي (استئناف). ثم تذهب الاستئنافات إلى المحكمة العليا ، على الرغم من أنه يجوز للمحكمة في أي وقت أن تقدم «إشارة أولية» إلى محكمة العدل التابعة للاتحاد الأوروبي لتوضيح معنى قانون الاتحاد الأوروبي. منذ قانون حقوق الإنسان لعام 1998 ، طُلب من المحاكم صراحة تفسير القانون ليكون متوافقًا مع الاتفاقية الأوروبية لحقوق الإنسان. يتبع هذا تقليدًا أطول للمحاكم في تفسير القانون ليكون متوافقًا مع التزامات القانون الدولي. من المقبول عمومًا أن المحاكم البريطانية لا تطبق فقط قانونًا جديدًا ولكن أيضًا تنشئ قانونًا جديدًا من خلال وظيفتها التفسيرية: هذا واضح في القانون العام والإنصاف، حيث لا يوجد أساس قانوني مقنن لأجزاء كبيرة من القانون ، مثل العقود، الأضرار أو الثقة. وهذا يعني أيضًا عنصرًا بأثر رجعي ،  نظرًا لأن تطبيق قواعد التطوير قد يختلف عن فهم طرف واحد على الأقل للقانون في أي نزاع. على الرغم من أن القضاء البريطاني قد لا يعلن رسميًا أن قانونًا برلمانيًا «غير دستوري»،  الناحية العملية ، فإن سلطة القضاء في تفسير القانون بحيث يكون متوافقًا مع حقوق الإنسان يمكن أن تجعل القانون غير نافذ ، كما هو الحال في البلدان الأخرى. تقوم المحاكم باعتدال لأنها تدرك أهمية العملية الديمقراطية. يمكن للقضاة أيضًا الجلوس من وقت لآخر للاستفسارات العامة.

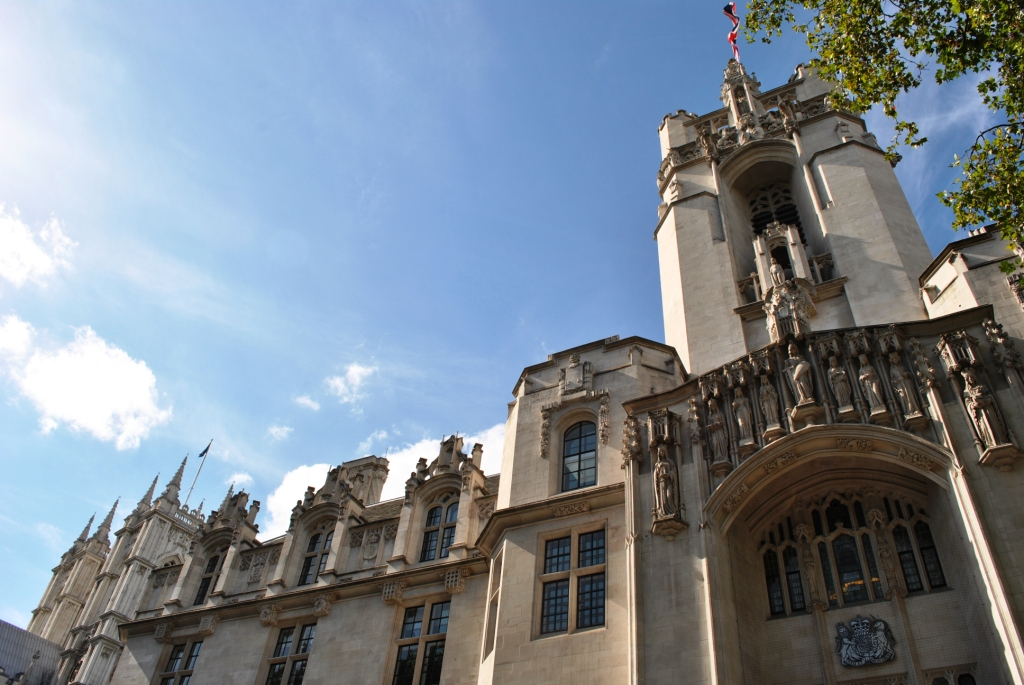
المحكمة العليا في ساحة البرلمان.

استقلال القضاء هو أحد الأركان الأساسية للدستور ، ويعني عمليًا أنه لا يمكن عزل القضاة من مناصبهم. منذ قانون التسوية 1700 ، لم يتم عزل أي قاضٍ ، وللقيام بذلك يجب على الملكة التصرف بناءً على خطاب مجلسي البرلمان. من المحتمل جدًا ألا يتم عزل القاضي أبدًا ، ليس فقط بسبب القواعد الرسمية ولكن «الفهم الدستوري المشترك» لأهمية نزاهة النظام القانوني. ينعكس هذا ، على سبيل المثال ، في قاعدة القضاء الفرعي التي لا ينبغي الحكم مسبقًا على الأمور التي تنتظر القرار في المحكمة في مناقشة برلمانية. المستشار اللورد (كان سابقًا رئيسًا للسلطة القضائية ولكنه أصبح الآن وزيرًا حكوميًا) لديه أيضًا واجب قانوني لدعم استقلال القضاء ،  على سبيل المثال ، ضد الاعتداءات على نزاهتهم من قبل وسائل الإعلام أو الشركات أو الحكومة نفسها. يمكن تعيين أعضاء السلطة القضائية من بين أي عضو في مهنة المحاماة لديه أكثر من 10 سنوات من الخبرة وله حق الحضور أمام المحكمة: وهذا يشمل عادة المحامين ، ولكن يمكن أن يعني أيضًا المحامين أو الأكاديميين. يجب إجراء التعيينات «على أساس الجدارة فقط» ولكن قد تراعى الحاجة إلى التنوع عندما يكون لدى اثنين من المرشحين مؤهلات متساوية. للتعيينات في المحكمة العليا ، يتم تشكيل لجنة التعيينات القضائية المكونة من خمسة أعضاء ، بما في ذلك قاضي المحكمة العليا ، وثلاثة أعضاء من لجنة التعيينات القضائية، وشخص عادي. بالنسبة لكبار القضاة الآخرين مثل أولئك الموجودين في محكمة الاستئناف ، أو رئيس المحكمة العليا ، أو رئيس مجلس الإدارة ، أو رؤساء أقسام المحكمة العليا ، يتم تشكيل هيئة مماثلة مكونة من خمسة أعضاء مع قاضيين. يفتقر القضاء البريطاني إلى التنوع الجنساني والعرقي مقارنة بالدول المتقدمة الأخرى ، ومن المحتمل أن يعرض الخبرة وإدارة العدالة للخطر. دعم القضاء هو جزء كبير من القانون الإداري. يُمكِّن قانون ازدراء المحكمة لعام 1981 المحكمة من احتجاز أي شخص في حالة ازدراء ، وإيداعه في السجن ، لانتهاكه أمر محكمة ، أو سلوك يمكن أن يضر بعملية قضائية عادلة. في الممارسة العملية يتم فرض هذا من قبل السلطة التنفيذية. يترأس اللورد المستشار وزارة العدل، التي تؤدي وظائف مختلفة بما في ذلك إدارة وكالة المساعدة القانونية للأشخاص الذين لا يستطيعون الوصول إلى المحاكم. في قضية R (UNISON) ضد اللورد تشانسلور ، عانت الحكومة من انتقادات لاذعة بسبب فرض رسوم عالية أدت إلى خفض عدد المتقدمين إلى محاكم التوظيف بنسبة 70 في المائة. المدعي العام في إنجلترا وويلز ، وفي المسائل الاسكتلندية ، المدعي العام لاسكتلندا ، والمحامي العام لإنجلترا وويلز يمثلون التاج في التقاضي. كما يعين النائب العام مدير النيابات العامة الذي يرأس دائرة الادعاء الملكية، التي تراجع القضايا المرفوعة من قبل الشرطة للمقاضاة ، وتديرها نيابة عن التاج.

### تنفيذي

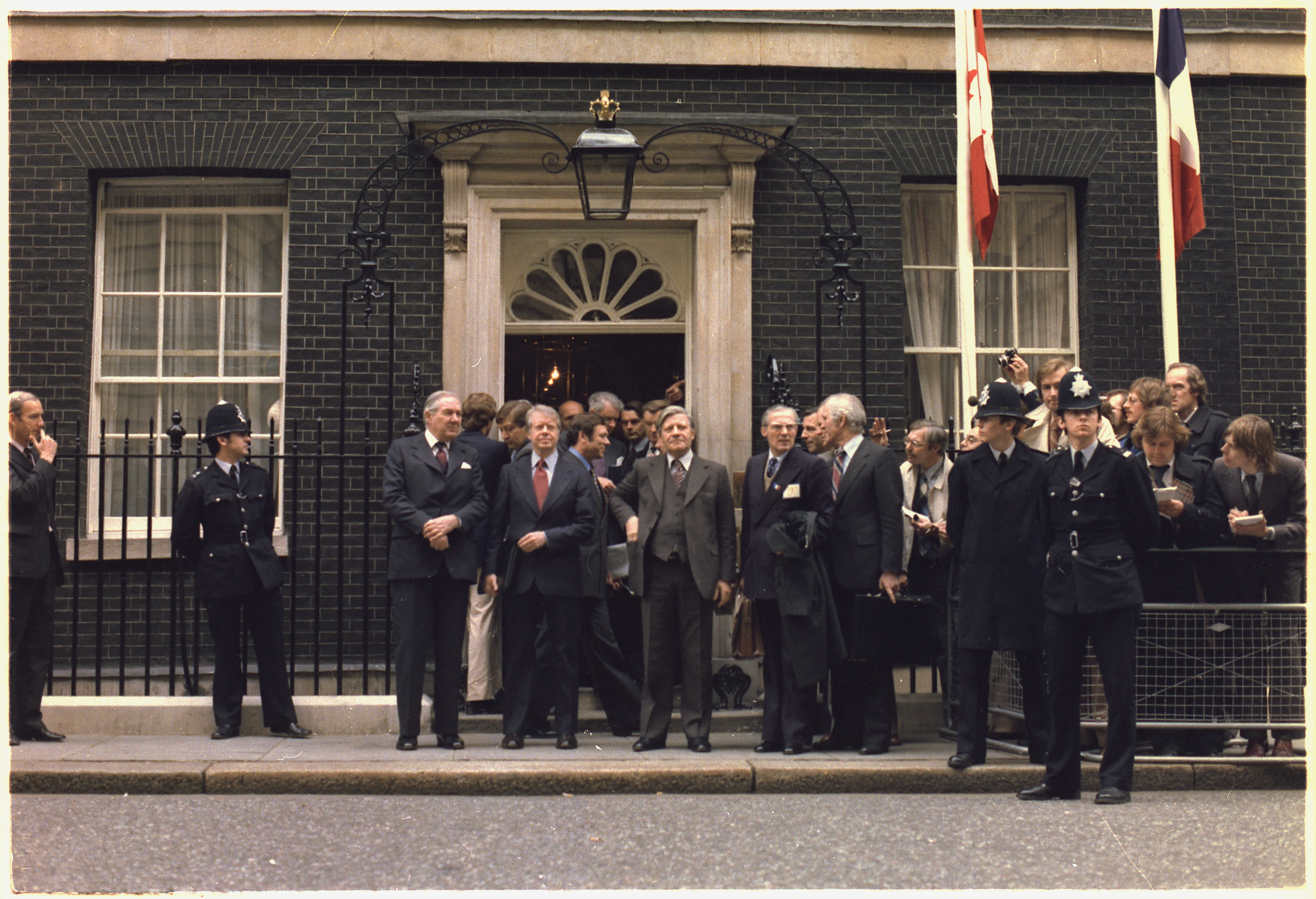
يمارس رئيس الوزراء ، في 10 داونينج ستريت ، السلطة السياسية للحكومة البريطانية ، عندما يحظى بدعم الأغلبية في مجلس العموم.

السلطة التنفيذية ، في حين أنها تابعة للبرلمان والرقابة القضائية ، تمارس السلطة اليومية للحكومة البريطانية. تظل المملكة المتحدة ملكية دستورية. الرئيس الرسمي للدولة هو جلالة الملكة إليزابيث الثانية، ملك وراثي منذ عام 1952. في الواقع ، لم تحاول أي ملكة أو ملك اغتصاب إرادة البرلمان منذ عام 1708 ،  ويتم قبول جميع الواجبات والسلطات الدستورية بموجب اتفاقية ملزمة لنقلها إلى رئيس الوزراء أو البرلمان أو المحاكم. على مدى القرن السابع عشر ، أكد البرلمان التماس الحق رقم 1628 لمنع أي ضرائب من قبل الملك دون موافقة البرلمان ، ونفى قانون أمر المثول أمام القضاء لعام 1640 الملك أي سلطة لاعتقال الأشخاص لفشلهم في دفع الضرائب. أدى تأكيد الملك المستمر على الحق الإلهي في الحكم إلى إعدام تشارلز الأول في الحرب الأهلية الإنجليزية، وفي النهاية تسوية السلطة في قانون الحقوق لعام 1689 . بعد قانون الاتحاد 1707 وأزمة مالية مبكرة مع انهيار أسهم شركة البحر الجنوبي، ظهر روبرت والبول كشخصية سياسية مهيمنة. قاد مجلس العموم من 1721 إلى 1742، والبول معروف بشكل عام بأنه أول رئيس وزراء (Primus inter pares). تشمل الوظائف الحديثة لرئيس الوزراء قيادة الحزب السياسي المهيمن ، وتحديد أولويات السياسة ، وإنشاء الوزارات وتعيين الوزراء ، والقضاة ، والنظراء ، وموظفي الخدمة المدنية. يتمتع رئيس الوزراء أيضًا بسيطرة كبيرة من خلال اتفاقية المسؤولية الجماعية (أن الوزراء يجب أن يدعموا الحكومة علنًا حتى عندما يختلفون بشكل خاص أو يستقيلون)، ويسيطر على اتصالات الحكومة للجمهور. على النقيض من القانون ، كما هو ضروري في مجتمع ديمقراطي ،  الملك هو رئيس صوري بلا سلطة سياسية ،  ولكن سلسلة من الواجبات الاحتفالية ، وتمويل كبير. بصرف النظر عن الثروة الخاصة والتمويل،  يتم تمويل النظام الملكي بموجب قانون المنحة السيادية لعام 2011 ، والذي يحتفظ بنسبة 25 في المائة من صافي الإيرادات من شركة كراون العقارية. The Crown Estate هي مؤسسة حكومية عامة ،  والتي امتلكت في عام 2015 استثمارات بقيمة 12 مليار جنيه إسترليني ، معظمها من الأراضي والممتلكات ، وبالتالي فهي تولد الدخل عن طريق فرض الإيجار على الشركات أو الأشخاص للمنازل. تتمثل واجبات الملك الاحتفالية الرئيسية في تعيين رئيس الوزراء الذي يمكنه قيادة أغلبية أعضاء مجلس العموم،  لمنح الموافقة الملكية على قوانين البرلمان ، وحل البرلمان عند الدعوة لإجراء انتخابات. تشمل الواجبات الاحتفالية البسيطة إعطاء جمهور لرئيس الوزراء ، بالإضافة إلى الوزراء الزائرين أو الدبلوماسيين من الكومنولث ، والعمل في المناسبات الرسمية ، مثل إلقاء «خطاب الملكة» (الذي كتبته الحكومة ، يحدد برنامجها السياسي) في افتتاح البرلمان. لا يزال الدعم العام للنظام الملكي مرتفعًا ، حيث يفضل 21 ٪ فقط من السكان الجمهورية بدلاً من ذلك. ومع ذلك ، من ناحية أخرى ، قيل إن المملكة المتحدة يجب أن تلغي النظام الملكي، على أساس أن الوراثة الوراثية للمناصب السياسية لا مكان لها في الديمقراطية الحديثة. تم إجراء استفتاء في أستراليا ، في عام 1999 على أن تصبح جمهورية، لكنه فشل في الحصول على الأغلبية.

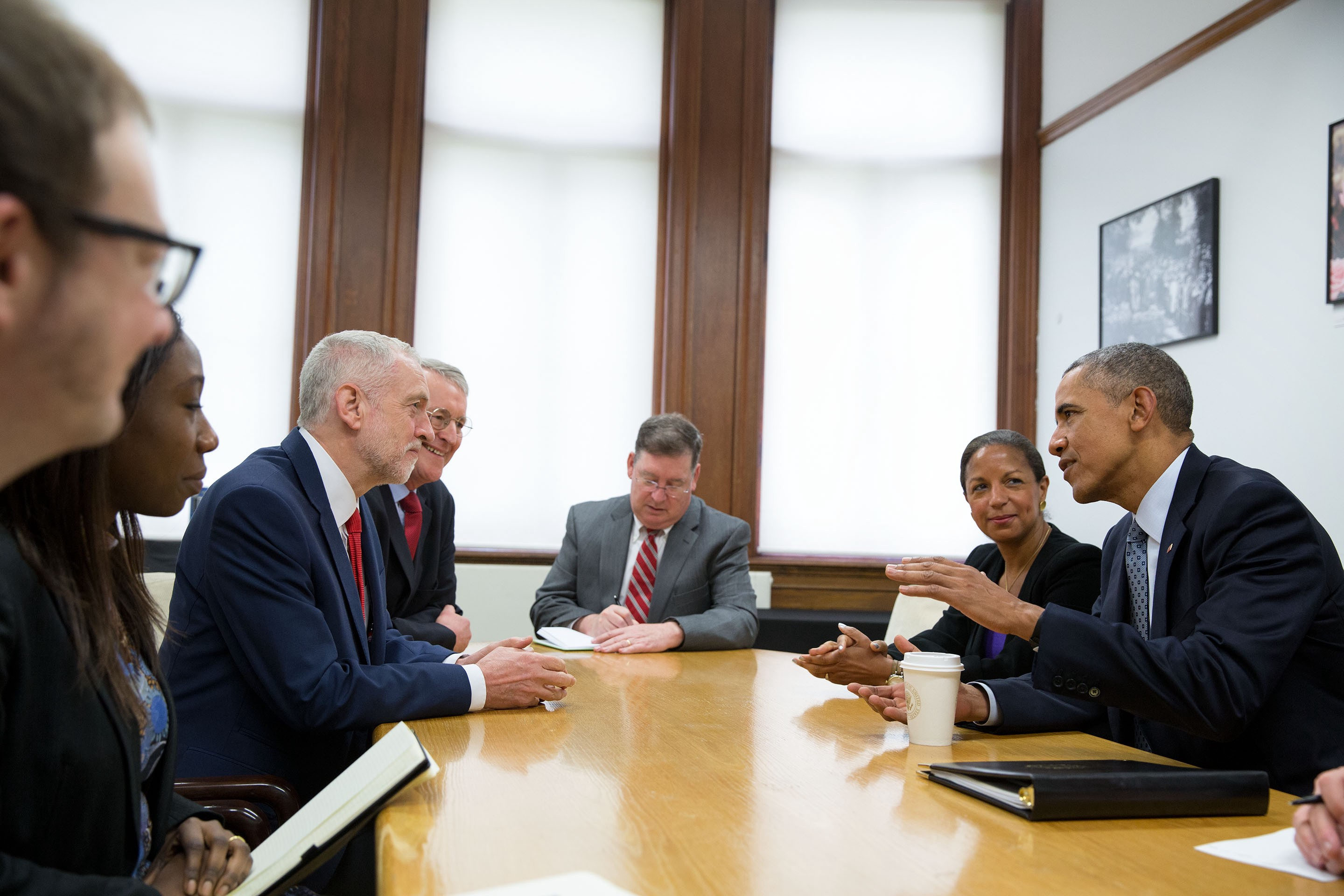
تتمثل مهمة المعارضة الرسمية ، التي يقودها حاليًا السير كير ستارمر من حزب العمال ، في مساءلة الحكومة ورئيس الوزراء داخل وخارج البرلمان.

على الرغم من تسميتها بالامتياز الملكي، إلا أن سلسلة من السلطات المهمة التي كانت مخولة للملك أو الملكة تمارس الآن من قبل الحكومة ، ورئيس الوزراء على وجه الخصوص. هذه صلاحيات للإدارة اليومية ، لكنها مقيدة بشدة لضمان عدم تمكن السلطة التنفيذية من اغتصاب البرلمان أو المحاكم. في حالة المنع في عام 1607،  تم التأكيد على أنه لا يمكن استخدام الامتياز الملكي للبت في قضايا المحكمة ، وفي حالة الإعلانات في عام 1610، تم اعتبار صلاحيات جديدة لا يمكن للسلطة التنفيذية إنشاؤها. ومن الواضح أيضًا أنه لا يمكن لأي ممارسة للصلاحية أن تمس بأي حق وارد في أي قانون برلماني. لذلك ، على سبيل المثال ، في قضية R (Miller) ضد وزير الدولة للخروج من الاتحاد الأوروبي ، رأت المحكمة العليا أن رئيس الوزراء لا يمكنه إخطار المفوضية الأوروبية بنيته المغادرة بموجب المادة 50 من معاهدة الاتحاد الأوروبي دون قانون البرلمان ، لأنه قد يؤدي إلى سحب الحقوق الممنوحة بموجب قانون الجماعات الأوروبية لعام 1972 ، مثل الحق في العمل في الدول الأعضاء الأخرى في الاتحاد الأوروبي أو التصويت في انتخابات البرلمان الأوروبي . على الرغم من إمكانية تصنيف الصلاحيات الملكية بطرق مختلفة ،  هناك حوالي 15. أولاً ، يجوز للسلطة التنفيذية إنشاء ألقاب وراثية ، ومنح الأوسمة وإنشاء أقران. ثانيًا ، يمكن للسلطة التنفيذية التشريع بأمر من المجلس ، على الرغم من أن هذا قد يسمى «بقاء عفا عليه الزمن». ثالثًا ، يمكن للسلطة التنفيذية إنشاء وإدارة مخططات المنافع المالية. رابعًا ، يمكن للسلطة التنفيذية ، من خلال المدعي العام ، وقف الملاحقات القضائية أو العفو عن المخالفين المدانين بعد أخذ المشورة. خامساً ، يجوز للسلطة التنفيذية الحصول على مزيد من الأراضي أو تغيير حدود المياه الإقليمية البريطانية. سادساً ، يجوز للسلطة التنفيذية طرد الأجانب ومن الناحية النظرية تمنع الناس من مغادرة المملكة المتحدة. سابعاً ، يمكن للسلطة التنفيذية التوقيع على المعاهدات ، على الرغم من أنه قبل اعتبار المعاهدة مصدق عليها ، يجب أن تعرض المعاهدة على البرلمان لمدة 21 يومًا ويجب ألا يكون هناك قرار ضدها. ثامناً ، السلطة التنفيذية هي التي تحكم القوات المسلحة ويمكنها أن تفعل «كل تلك الأشياء في حالات الطوارئ التي تكون ضرورية لسير الحرب». لا يمكن للسلطة التنفيذية إعلان الحرب بدون البرلمان بموجب الاتفاقية ، وعلى أي حال لا أمل لها في تمويل الحرب بدون البرلمان. تاسعاً ، لرئيس الوزراء أن يعين الوزراء أو القضاة أو المسؤولين العموميين أو المفوضين الملكيين. عاشرًا ، لا يحتاج الملك إلى دفع أي ضرائب ، ما لم ينص القانون على ذلك صراحة. حادي عشر ، يجوز للسلطة التنفيذية ، بموجب ميثاق ملكي ، إنشاء شركات ، مثل بي بي سي ،  وامتيازات للأسواق والعبارات ومصايد الأسماك. ثاني عشر ، يحق للسلطة التنفيذية استخراج المعادن الثمينة وأخذ الكنوز الدفينة. ثالث عشر: قد يصنع عملات معدنية. رابع عشر ، يمكنها طباعة أو ترخيص النسخة المصرح بها من الكتاب المقدس وكتاب الصلاة المشتركة وأوراق الدولة. وخامس عشر ، وفقًا لقانون الأسرة الحديث ، قد يتطلب الأمر وصاية الأطفال. بالإضافة إلى هذه الصلاحيات الملكية ، هناك صلاحيات لا حصر لها منصوص عليها صراحة في القوانين لتمكين السلطة التنفيذية من إجراء تغييرات قانونية. يتضمن هذا عددًا متزايدًا من فقرات هنري الثامن، والتي تمكن وزير الخارجية من تغيير أحكام التشريع الأساسي. لهذا السبب ، قيل في كثير من الأحيان أنه يجب تقليص السلطة التنفيذية ، وكتابتها في قانون ، وعدم استخدامها أبدًا لحرمان الناس من الحقوق بدون البرلمان. ومع ذلك ، تخضع جميع استخدامات الامتياز للمراجعة القضائية: في قضية GCHQ ، رأى مجلس اللوردات أنه لا يمكن حرمان أي شخص من التوقعات المشروعة باستخدام الامتياز الملكي.

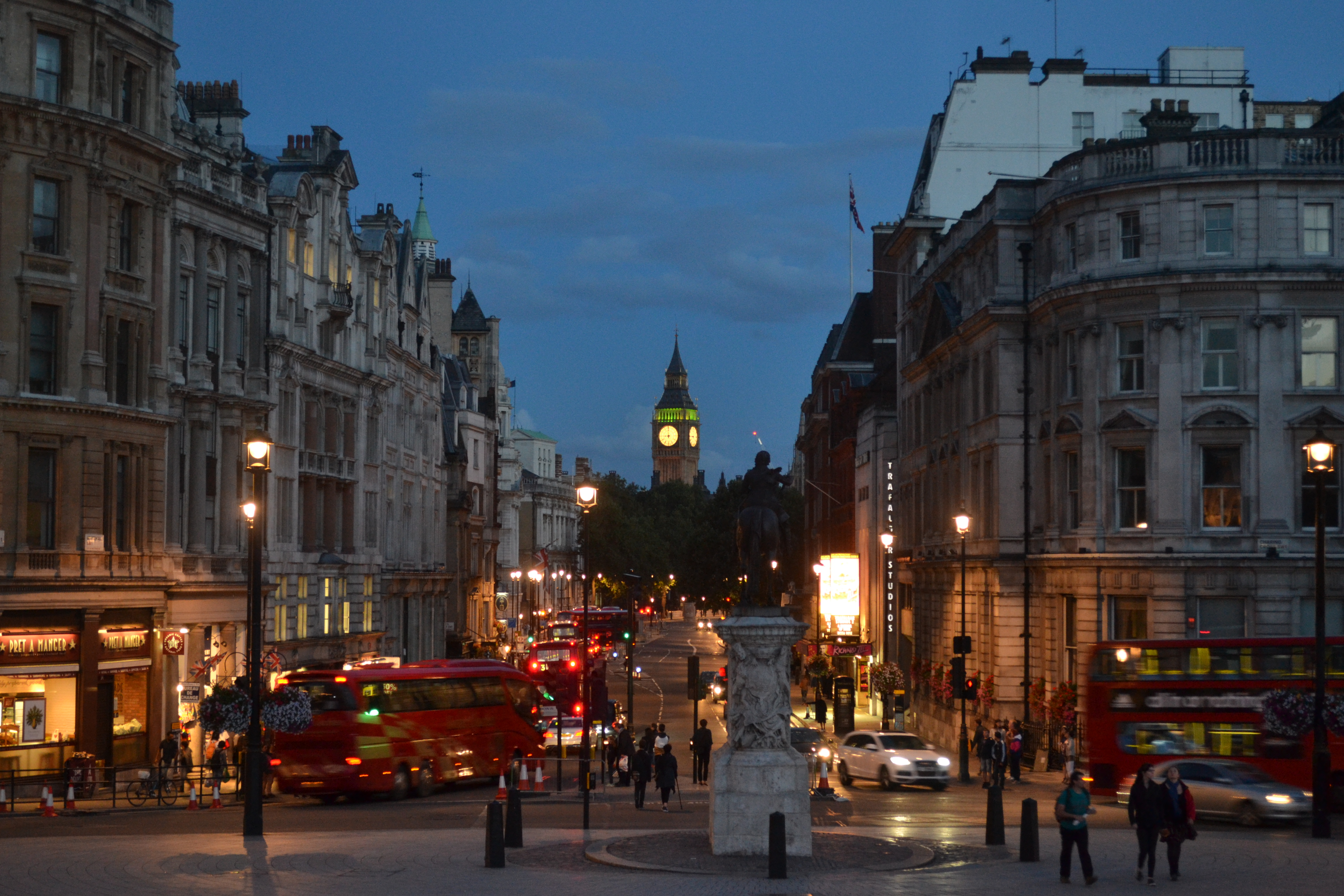
تستضيف وايتهول المكاتب الرئيسية للحكومة البريطانية ، بقيادة وزراء الحكومة. في مواجهة بيغ بن يوجد تمثال لتشارلز الأول ، الذي أُعدم عام 1649 بعد الحرب الأهلية الإنجليزية.

على الرغم من أن رئيس الوزراء هو رئيس البرلمان ، فإن حكومة صاحبة الجلالة تتشكل من مجموعة أكبر من أعضاء البرلمان ، أو الأقران. لا تزال «الحكومة» مجموعة أصغر من 22 أو 23 شخصًا ، على الرغم من أنه قد يتم دفع رواتب عشرين وزيراً فقط. يرأس كل وزير عادة إدارة أو وزارة ، يمكن إنشاؤها أو إعادة تسميتها بصلاحية. عادة ما يتم تنظيم لجان مجلس الوزراء من قبل رئيس الوزراء. من المتوقع أن يتبع كل وزير المسؤولية الجماعية  والقانون الوزاري 2010 . وهذا يشمل القواعد التي «يُتوقع من الوزراء أن يتصرفوا بطريقة تحترم أعلى معايير اللياقة»، و «تقديم معلومات دقيقة وصادقة إلى البرلمان»، والاستقالة إذا «قاموا بتضليل البرلمان عن قصد»، ليكونوا «منفتحين قدر الإمكان»، عدم وجود تضارب محتمل في المصالح وتقديم قائمة كاملة بالمصالح إلى سكرتير دائم ، و «البقاء في المنصب فقط طالما يحتفظ بثقة رئيس الوزراء» الوزراء المساعدون هو خدمة مدنية حديثة وشبكة من الهيئات الحكومية ، يتم توظيفهم حسب رغبة التاج. يشترط قانون الخدمة المدنية على موظفي الخدمة المدنية إظهار «معايير عالية للسلوك»، والتمسك بالقيم الأساسية المتمثلة في «النزاهة والصدق والموضوعية والحياد»، وعدم وضع أنفسهم مطلقًا في وضع «قد يُنظر إليه بشكل معقول على أنه يعرض حكمهم الشخصي أو نزاهتهم للخطر». منذ قانون حرية المعلومات لعام 2000 ، كان من المتوقع أن تكون الحكومة منفتحة بشأن المعلومات ، ويجب أن تفصح عنها بناءً على طلب ما لم يكن الكشف عنها يعرض البيانات الشخصية أو الأمن للخطر أو قد يتعارض مع المصلحة العامة. وبهذه الطريقة كان الاتجاه نحو حوكمة أكثر انفتاحا وشفافية وخضوعا للمساءلة.

### الحكومة الإقليمية

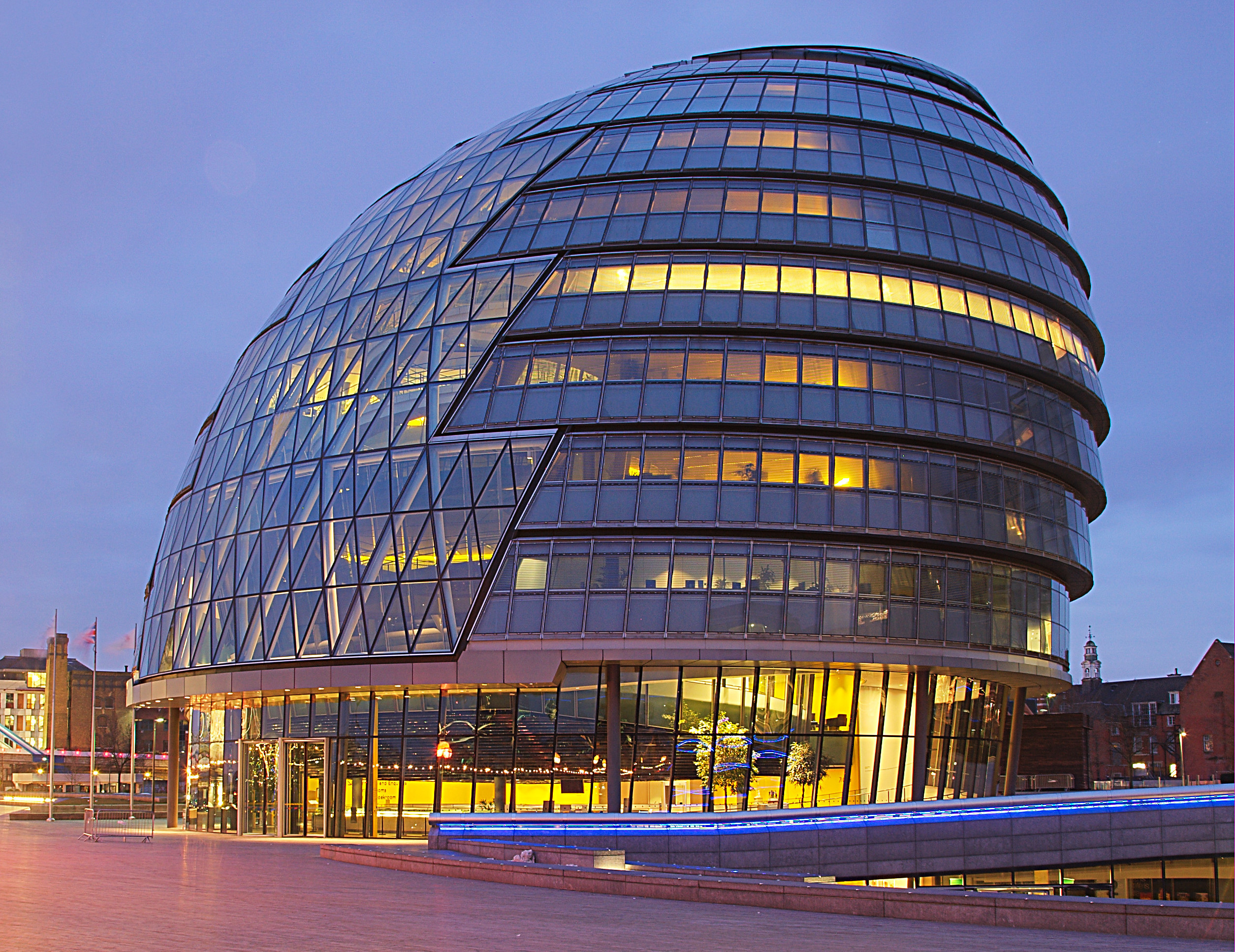
تعمل جمعية لندن الكبرى وعمدة لندن في سيتي هول بلندن. المنطقة الوحيدة في إنجلترا ذات التمثيل ، لديها سلطات محدودة بما في ذلك النقل والبيئة والإسكان.

دستور الحكومات الإقليمية البريطانية عبارة عن خليط غير منظم من السلطات ورؤساء البلديات والمجالس والحكومات المفوضة. في ويلز واسكتلندا وأيرلندا الشمالية ولندن، تتمتع مجالس المقاطعات أو البلديات الموحدة بسلطات حكومية محلية ، ومنذ عام 1998 إلى عام 2006 تمارس المجالس أو البرلمانات الإقليمية الجديدة سلطات إضافية تم نقلها من وستمنستر. في إنجلترا، هناك 55 سلطة وحدوية في المدن الكبرى (على سبيل المثال بريستول وبرايتون وميلتون كينز) و 36 حيًا حضريًا (محيطًا بليفربول ومانشستر ولييدز وبرمنغهام وشيفيلد ونيوكاسل) والتي تعمل كسلطات محلية وحدوية. ولكن في أجزاء أخرى من إنجلترا ، تنقسم الحكومة المحلية بين مستويين من السلطة: 32 مجلس مقاطعة أكبر ، وضمن تلك المجالس الـ 192، يتقاسم كل منها وظائف مختلفة. منذ عام 1994، كان لدى إنجلترا ثماني مناطق للأغراض الإدارية في وايتهول ، ومع ذلك ليس لها حكومة إقليمية أو جمعية ديمقراطية (كما هو الحال في لندن ، أو اسكتلندا ، أو ويلز ، أو أيرلندا الشمالية) بعد فشل استفتاء عام 2004 على جمعية نورث إيست . هذا يعني أن إنجلترا لديها من بين أكثر أنظمة الحكم مركزية وتفككًا في الكومنولث وأوروبا.
ثلاث قضايا رئيسية في الحكم المحلي هي تمويل السلطات ، صلاحياتها ، وإصلاح هياكل الحكم. أولاً ، تقوم المجالس بجمع الإيرادات من ضريبة المجلس (المفروضة على السكان المحليين وفقًا لقيم الممتلكات في عام 1993 ) ومعدلات الأعمال المفروضة على الشركات التي تعمل في المنطقة. هذه الصلاحيات ، مقارنة بالدول الأخرى ، متطرفة في الحد من استقلالية الحكومة المحلية ، ويمكن أن تخضع الضرائب لاستفتاء محلي إذا قرر وزير الخارجية أنها مفرطة. بالقيمة الحقيقية منذ عام 2010، خفضت الحكومة المركزية تمويل المجالس المحلية بنحو 50 في المائة ، وانخفض الإنفاق الحقيقي بنسبة 21 في المائة ، حيث فشلت المجالس في تعويض التخفيضات من خلال معدلات الأعمال. السلطات الموحدة ومجالس المقاطعات مسؤولة عن إدارة ضريبة المجلس ومعدلات الأعمال. كما أن واجبات الحكومات المحلية البريطانية محدودة للغاية مقارنة بالدول الأخرى ، ولكنها أيضًا غير مقننة حتى أنه في عام 2011 حددت وزارة المجتمعات والحكومة المحلية 1340 واجبات محددة للسلطات المحلية. فبشكل عام ، ينص القسم 1 من قانون المحلية لعام 2011 على أنه يجوز للسلطات المحلية فعل أي شيء قد يفعله فرد ما ، ما لم يكن محظورًا بموجب القانون ، ولكن هذا البند له تأثير ضئيل لأن البشر أو الشركات لا يمكنهم فرض ضرائب أو تنظيم الأشخاص الآخرين بالطريقة التي يجب على الحكومات. تنص المادة 101 من قانون الحكومة المحلية لعام 1972 على أنه يمكن للسلطة المحلية أداء وظائفها من خلال لجنة أو أي مسؤول ، ويمكنها نقل الوظائف إلى سلطة أخرى ، بينما يمنح القسم 111 السلطات سلطة القيام بأي شيء بما في ذلك الإنفاق أو الاقتراض "الذي يتم حسابه لتسهيل القيام بأي من وظائفهم ، أو يكون مساعدًا أو عرضًا له. ومع ذلك ، توجد واجبات المجلس المحلي الحقيقية في مئات القوانين المتفرقة والصكوك القانونية. وتشمل هذه واجبات إدارة الموافقة على التخطيط،  لتنفيذ الشراء الإجباري وفقًا للقانون ،  لإدارة التعليم المدرسي ،  المكتبات ،  رعاية الأطفال ،  صيانة الطرق السريعة والحافلات المحلية ،  توفير الرعاية للمسنين والمعاقين ،  منع التلوث وضمان الهواء النظيف ،  ضمان جمع النفايات وإعادة تدويرها والتخلص منها ،  تنظيم معايير البناء ،  توفير الإسكان الاجتماعي وبأسعار معقولة ،  وملاجئ للمشردين. لا تتمتع السلطات المحلية حتى الآن بسلطات مشتركة في البلدان الأخرى ، مثل تحديد الحد الأدنى للأجور ، وتنظيم الإيجارات ، أو الاقتراض وفرض الضرائب كما هو ضروري للمصلحة العامة ، مما يحبط أهداف التعددية والمحلية والاستقلال الذاتي. منذ عام 2009، تم تفويض السلطات للاندماج في "سلطات مشتركة" ويكون لها رئيس بلدية منتخب . تم القيام بذلك في جميع أنحاء مانشستر ، شيفيلد ، ليفربول ، نيوكاسل ، ليدز ، برمنغهام ، وادي تيز ، بريستول وبيتربورو. وظائف رئيس البلدية المنتخب ليست جوهرية ، ولكن يمكن أن تشمل وظائف الشرطة ومفوضي الجريمة.

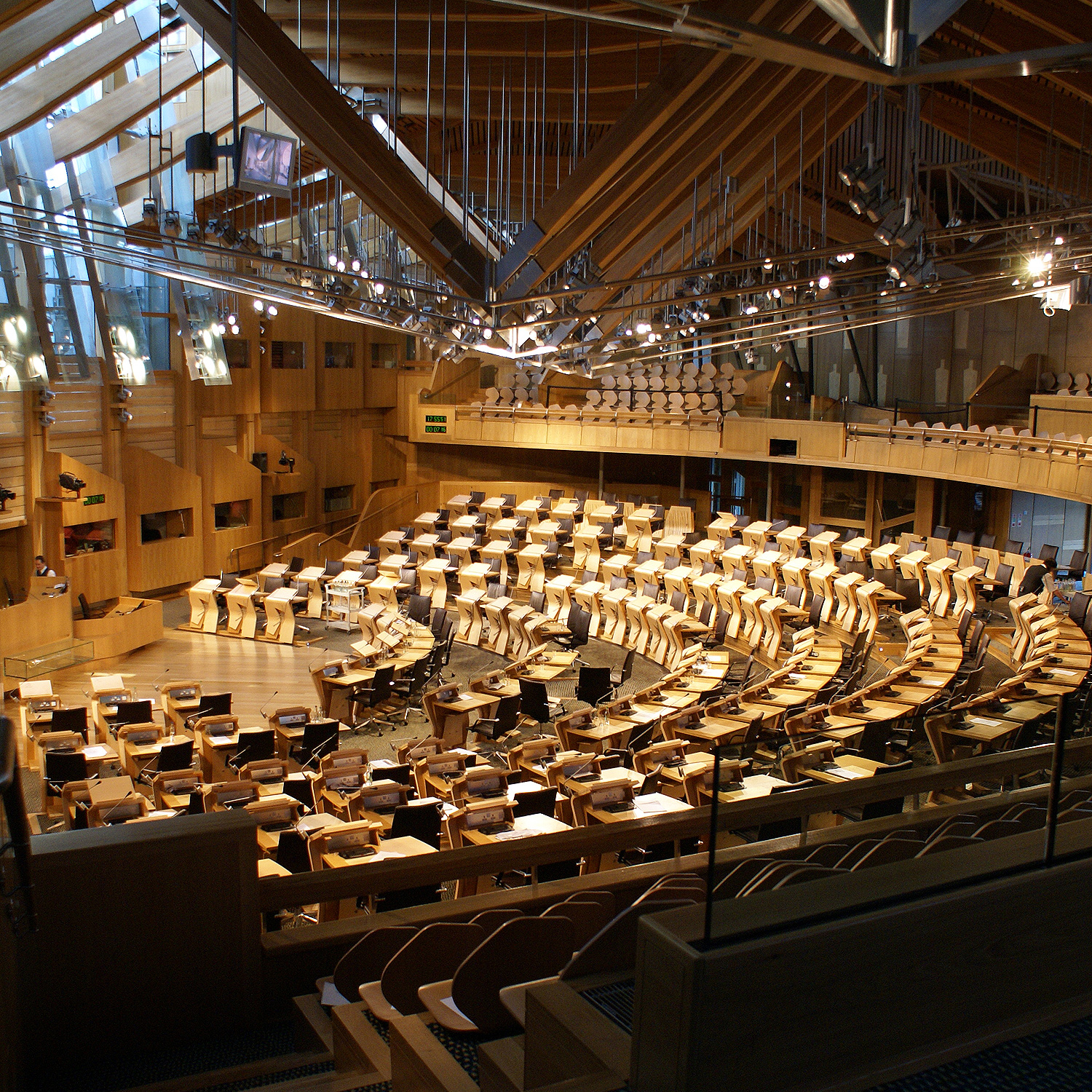
يمتلك البرلمان الاسكتلندي في هوليرود 129 مشروعًا متوسطيًا مع سلطات واسعة ، بما في ذلك الضرائب.

في اسكتلندا وويلز وأيرلندا الشمالية ولندن ، توجد أيضًا مجالس وبرلمانات إقليمية ، على غرار حكومات الولايات أو المقاطعات في البلدان الأخرى. يختلف مدى التفويض في كل مكان. أنشأ قانون اسكتلندا لعام 1998 برلمانًا اسكتلنديًا بغرفة واحدة يضم 129 عضوًا منتخبًا كل أربع سنوات: 73 من الدوائر الانتخابية ذات العضو الواحد بأغلبية بسيطة ، و 56 من أنظمة الأعضاء الإضافية للتمثيل النسبي. بموجب القسم 28، يمكن للبرلمان الإسكتلندي سن أي قوانين باستثناء ما يتعلق بـ «المسائل المحجوزة» المدرجة في الجدول 5. تشمل هذه الصلاحيات المخصصة للبرلمان البريطاني الشؤون الخارجية والدفاع والمالية والتخطيط الاقتصادي والشؤون الداخلية والتجارة والصناعة والضمان الاجتماعي والتوظيف والبث وتكافؤ الفرص. وفقًا للاتفاقية، لا يصوت أعضاء البرلمان البريطاني من الدوائر الانتخابية الاسكتلندية على القضايا التي مارس البرلمان الإسكتلندي السلطة عليها. هذه هي أقوى حكومة إقليمية حتى الآن. يسرد قانون أيرلندا الشمالية لعام 1998 المسائل التي تحال إلى جمعية أيرلندا الشمالية. أنشأ قانون حكومة ويلز لعام 1998 جمعية وطنية مكونة من 60 عضوًا تجري انتخابات كل أربع سنوات ، وحدد عشرين مجالًا من مجالات الاختصاص الحكومي ، مع بعض الاستثناءات. تشمل المجالات الزراعة ومصايد الأسماك والغابات والتنمية الريفية والتنمية الاقتصادية والتعليم والسياسة البيئية والصحة والطرق السريعة والنقل والإسكان والتخطيط وبعض جوانب الرفاهية الاجتماعية. تميل المحكمة العليا إلى تفسير هذه السلطات لصالح نقل السلطة.

## حقوق الإنسان
يعتبر تدوين حقوق الإنسان حديث العهد ، ولكن قبل قانون حقوق الإنسان لعام 1998 والاتفاقية الأوروبية لحقوق الإنسان، كان للقانون البريطاني أحد أقدم تقاليد حقوق الإنسان في العالم. ألزمت Magna Carta 1215 الملك بطلب موافقة البرلمان قبل أي ضريبة ، واحترام الحق في المحاكمة «بحكم قانوني من أقرانه ، أو بموجب قانون الأرض»، صرحت بأن «لن نبيع أي شخص ، ولن الحرمان أو الإذعان لأي رجل سواء العدل أو الحق»، وضمان حرية الحركة للناس ، والحفاظ على الأرض المشتركة للجميع. بعد الحرب الأهلية الإنجليزية، نصت وثيقة الحقوق 1689 في إنجلترا وويلز ، وقانون المطالبة بالحقوق 1689 في اسكتلندا ، على مبادئ الديمقراطية التمثيلية ، ولا ضرائب بدون البرلمان ، وحرية التعبير في البرلمان ، ولا «عقوبة قاسية وغير عادية». بحلول عام 1789، تطورت هذه الأفكار وألهمت كلاً من وثيقة الحقوق الأمريكية، وإعلان حقوق الإنسان والمواطن بعد الثورتين الأمريكية والفرنسية . على الرغم من أن البعض وصف الحقوق الطبيعية بأنها «هراء على ركائز متينة»،  فقد تم تطوير المزيد من الحقوق القانونية ببطء من قبل البرلمان والمحاكم. في عام 1792، بدأت ماري ولستونكرافت الحركة البريطانية من أجل حقوق المرأة والمساواة ،  بينما دفعت الحركات التي كانت وراء شهداء تولبود والشارتيين الإصلاح من أجل العمل والحرية الديمقراطية.

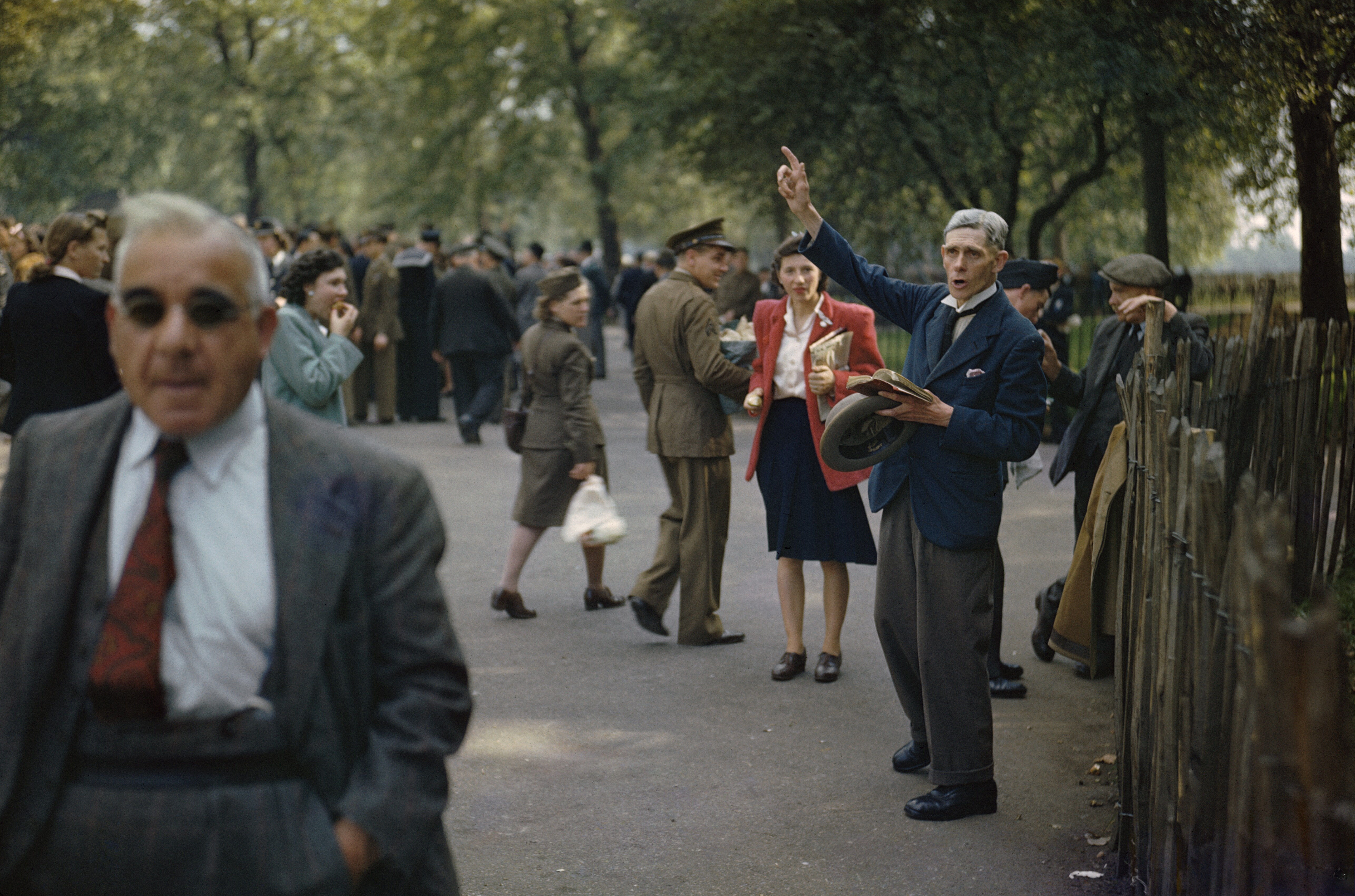
في ركن المتحدثين في هايد بارك ، لندن ، هنا في عام 1944، يجتمع الناس تقليديًا لتبادل الآراء والمناقشة والاستماع. توجد جمعيات المناظرة وحرية التعبير في جميع أنحاء المملكة المتحدة وتشكل جزءًا منتظمًا من التلفزيون.

بعد كارثة الحرب العالمية الثانية والمحرقة، وضع نظام القانون الدولي الجديد الإعلان العالمي لحقوق الإنسان لعام 1948 في صميمه ، حيث كرّس الحقوق المدنية والسياسية والاقتصادية والاجتماعية والثقافية. في عام 1950، شاركت المملكة المتحدة في تأليف الاتفاقية الأوروبية لحقوق الإنسان، مما مكن الناس من الاستئناف أمام المحكمة الأوروبية لحقوق الإنسان في ستراسبورغ حتى ضد قوانين البرلمان: تعهد البرلمان دائمًا بالامتثال للمبادئ الأساسية للقانون الدولي . نظرًا لأن عملية الاستئناف هذه كانت طويلة ، فقد شرع البرلمان «لإعادة الحقوق إلى الوطن» مع قانون حقوق الإنسان لعام 1998 ، بحيث يمكن للأشخاص رفع دعاوى حقوق الإنسان في المحاكم البريطانية بناءً على الاتفاقية مباشرة. تحتوي الاتفاقية على الحق في الحياة ، والحق ضد التعذيب ، وضد العمل الجبري ، والزواج ، والحصول على تعويض فعال ، والحق في عدم التعرض للتمييز في هذه الحقوق. تتعلق معظم السوابق القضائية بالحق في الحرية والخصوصية وحرية الوجدان والتعبير وحرية تكوين الجمعيات والتجمع. كما تكرس المملكة المتحدة الحقوق في معايير العمل العادلة ، والضمان الاجتماعي ، والعديد من الحقوق الاجتماعية والاقتصادية من خلال تشريعاتها.

## قانون إداري

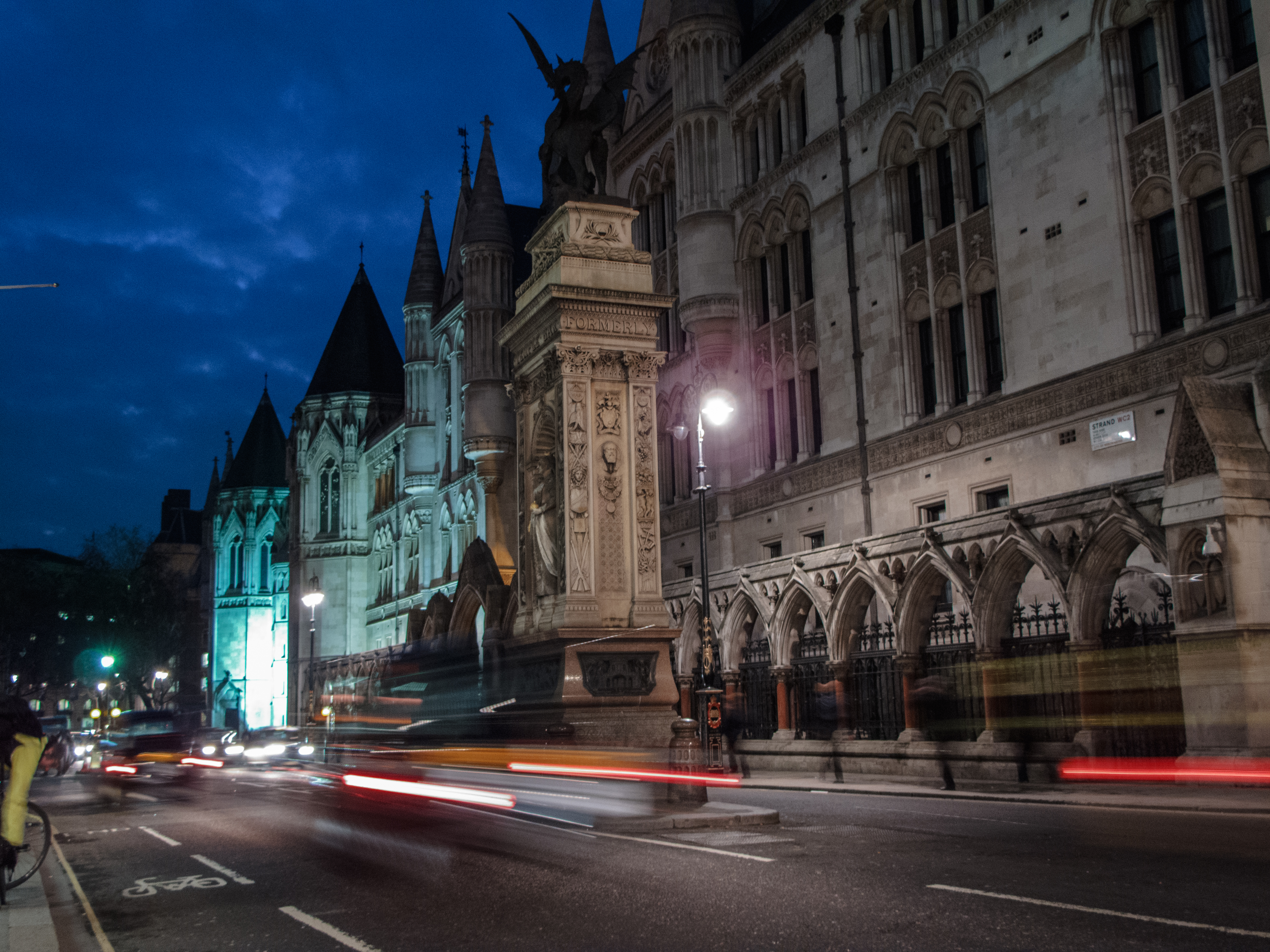
يمكن لأي شخص في المملكة المتحدة يتأثر بشكل كبير بفعل هيئة عامة أن يطعن في قرار من خلال المراجعة القضائية. عادة ما تبدأ الدعاوى في المحكمة العليا.

القانون الإداري ، من خلال المراجعة القضائية، ضروري لمساءلة السلطة التنفيذية والهيئات العامة بموجب القانون. في الممارسة العملية ، تظهر المبادئ الدستورية من خلال حالات المراجعة القضائية ، لأن كل هيئة عامة ، تؤثر قراراتها على حياة الناس ، يتم إنشاؤها وإلزامها بالقانون. يمكن لأي شخص التقدم إلى المحكمة العليا للطعن في قرار هيئة عامة إذا كان لديه «مصلحة كافية»،  غضون ثلاثة أشهر من معرفة أسباب الدعوى. على النقيض من ذلك ، فإن الدعاوى المرفوعة ضد الهيئات العامة في حالة ضرر أو عقد، حيث يحدد قانون التقادم لعام 1980 عادة الفترة بـ 6 سنوات. تقريبًا أي هيئة عامة ، أو هيئات خاصة تمارس وظائف عامة ،  يمكن أن تكون هدفًا للمراجعة القضائية ، بما في ذلك دائرة حكومية ، أو مجلس محلي ، أو أي وزير ، أو رئيس وزراء ، أو أي هيئة أخرى يتم إنشاؤها بموجب القانون. الهيئة العامة الوحيدة التي لا يمكن مراجعة قراراتها هي البرلمان عندما يمرر قانونًا. بخلاف ذلك ، يمكن للمدعي أن يجادل بأن قرار هيئة عامة كان غير قانوني في خمسة أنواع رئيسية من القضايا: (1) تجاوز السلطة القانونية للهيئة ، أو استخدم سلطتها لغرض غير لائق ، أو تصرف بشكل غير معقول ،  (2) انتهك توقعًا مشروعًا ،  (3) فشل في ممارسة الحكم المستقل ذي الصلة ،  (4) أظهر تحيزًا أو تضاربًا في المصالح، أو فشل في تقديم جلسة استماع عادلة ،  و (5) انتهك حق من حقوق الإنسان. كعلاج، يمكن للمدعي طلب قرارات الهيئة العامة ليتم إعلان بطلانه وألغت (أو تحويل الدعوى)، أو أنها يمكن أن تسأل عن أمر لجعل الجسم تفعل شيئا (أو مستعجلا)، أو منع الجسم من التصرف بشكل غير قانوني (أو حظر). قد تعلن المحكمة أيضًا عن حقوق الأطراف وواجباتهم ، أو إصدار أمر قضائي، أو يمكن أيضًا دفع تعويض في حالة الضرر أو العقد .

## التاريخ

أعلن جون بول ، زعيم ثورة الفلاحين عام 1381 بعد القمع بعد الموت الأسود ، أن "الأمور لا تسير على ما يرام في إنجلترا ، ولن تفعل حتى يصبح كل شيء مشتركًا ، وأنه لا يوجد أشرار ولا سادة ، ولكن أننا قد نكون جميعًا معًا ، وأن لا يكون اللوردات أعظم أسيادًا منا. "

تاريخ الدستور البريطاني، على الرغم من بداية رسميا في عام 1800،  وتماما آثار تعود إلى وقت قبل فترة طويلة من الدول الأربع إنجلترا واسكتلندا وويلز وأيرلندا شكلت . قبل الغزو النورماندي عام 1066، كان تاريخ القانون المكتوب ضئيلًا. أنشأ ويليام الفاتح، الذي نصحه مجلس الملك (كوريا ريجيس)، قانونًا عامًا في إنجلترا تحت حكم ملك واحد ، وتم تجميع كتاب يوم القيامة في عام 1086 حيث قام بفهرسة جميع الأراضي والعمالة لفرض الضرائب . كان 12 في المائة فقط من الناس أحرارًا ، في حين أن النظام الإقطاعي جعل آخرين أقنانًا أو عبيدًا أو بوردارًا أو قطاريًا. في عام 1190، انضم ريتشارد قلب الأسد، المرتبط بشكل وثيق بالبابا في روما ، إلى الحملة الصليبية الثالثة لغزو الأرض المقدسة، ولكن بتكلفة باهظة. أدت الضرائب التي فرضها ريتشارد الأول ،  وخليفته الملك جون لدفع ثمن الحروب إلى استياء شديد ، وأجبرت الطبقة الأرستقراطية الملك على توقيع ماجنا كارتا 1215 . كان هذا التزامًا بعقد «مستشار عام» أمام أي ضرائب ، وعقد المحاكم في مكان محدد ، وإجراء المحاكمات وفقًا للقانون أو أمام أقران المتهم ، وضمان حرية تنقل الأشخاص من أجل التجارة ، وإعادة الأراضي المشتركة. أدى عدم الالتزام بماغنا كارتا إلى حرب البارونات الأوائل، وظهرت الأسطورة الشعبية لروبن هود: صليبي عائد سرق من الأغنياء لإعطاء الفقراء. وسرعان ما أعيد صياغة الالتزامات المتعلقة بالأرض المشتركة في ميثاق الغابة 1217 ، الذي وقعه هنري الثالث في سانت بول. أثبتت هذه الوثائق أن الملك ، حتى مع وجود سلطة واضحة من الله، كان ملزمًا بالقانون ، ويظل «أقرب نهج إلى» قانون أساسي «لا يمكن نقضه كان لدى إنجلترا على الإطلاق.»  طوال العصور الوسطى، كانت الأرض المشتركة مصدرًا للرفاهية لعامة الناس ، والعمال الفلاحين المرتبطين بنظام التحكم الإقطاعي. في عام 1348، ضرب الموت الأسود إنجلترا وقتل حوالي ثلث السكان. كما فقد الفلاحون أسيادهم ، وكان هناك نقص في العمال ، ارتفعت الأجور. استجاب الملك والبرلمان بقانون العمال 1351 لتجميد زيادة الأجور. أدى هذا إلى ثورة الفلاحين عام 1381 ، حيث طالب القادة بإنهاء الإقطاع ، وبأن يكون كل شيء مشتركًا. على الرغم من القمع العنيف للثورة ، انهارت العبودية والقنانة ،  إلا أن معظم الناس ظلوا بدون أي حرية حقيقية ، في الحقوق السياسية أو الاقتصادية. نظرًا لأن تربية الأغنام أصبحت أكثر ربحية من العمل الزراعي ، فقد حرمت عبوات الأراضي المشتركة المزيد من الناس ، وتحولوا إلى فقراء وعوقبوا. في عهد هنري الثامن، لإبرام الطلاق من كاثرين أراغون والزواج من آن بولين (التي سرعان ما قطع رأسها بسبب الخيانة الزوجية المفترضة)، تم إعلان انفصال كنيسة إنجلترا عن روما في قانون التفوق 1534 ، مع الملك كرئيس. وحد قانون ويلز لعام 1535 ويلز وإنجلترا في نظام إداري واحد ، بينما أصبح الملك أكثر استبدادًا ، وأعدم اللورد المستشار، السير توماس مور في عام 1535، وحل الأديرة وقتل من قاوموها. بعد وفاة هنري الثامن ، وصراعات على السلطة بعد وفاة ابنه إدوارد السادس عن عمر 15 عامًا ،  تولت إليزابيث الأولى، ابنة هنري الثامن وآن بولين، العرش عام 1558. تبع ذلك نصف قرن من الازدهار عندما تجنبت إليزابيث الأولى الحروب ، لكنها أسست شركات بما في ذلك شركة الهند الشرقية لاحتكار طرق التجارة. في عهد خليفتها جيمس الأول ، تم إنشاء المزيد من الشركات لاستعمار أمريكا الشمالية ، بما في ذلك شركة لندن وشركة فيرجينيا في عام 1606، وشركة خليج ماساتشوستس في عام 1628. غادر العديد من المنشقين الدينيين إنجلترا لتسوية العالم الجديد.

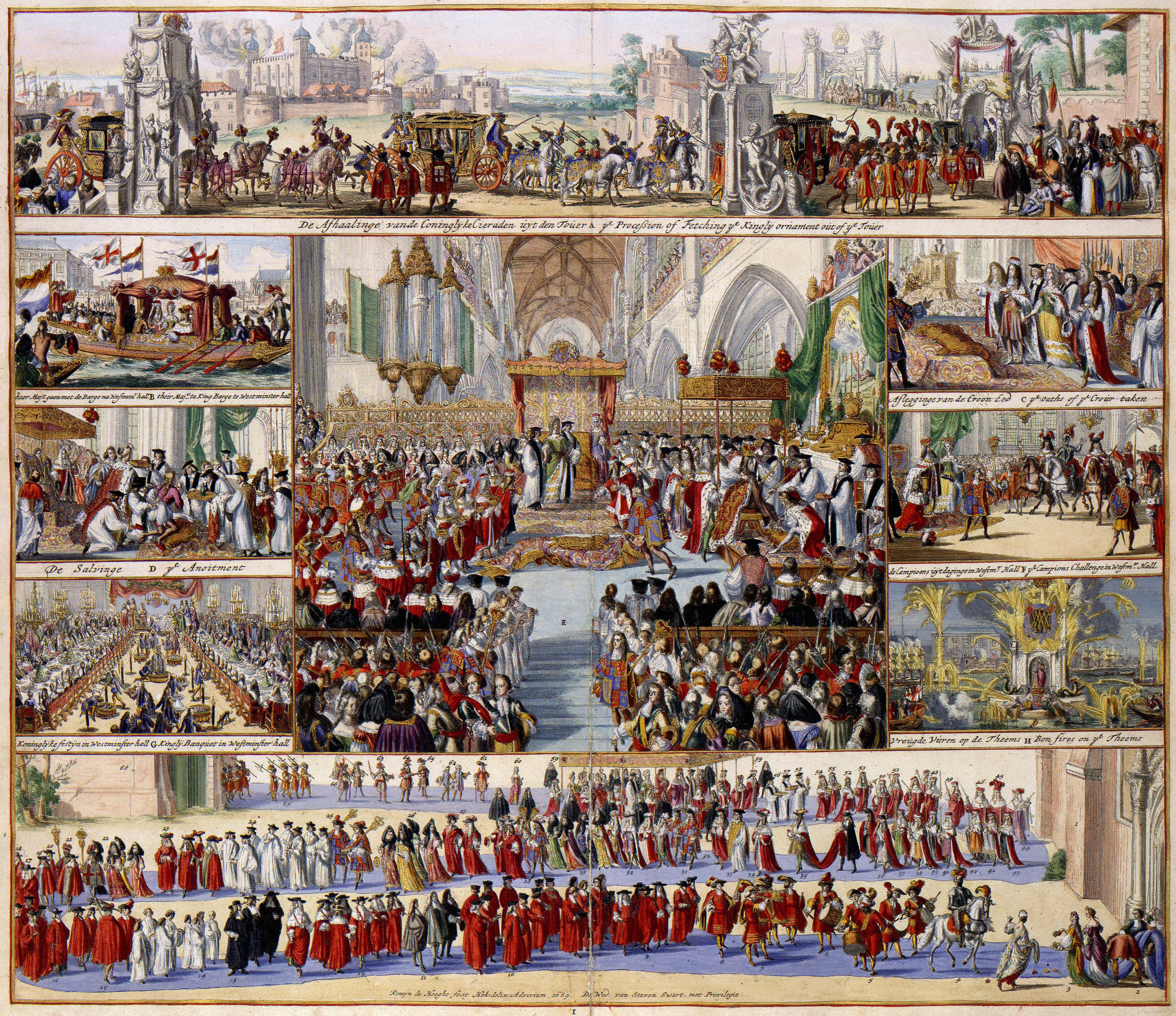
أكدت الثورة المجيدة عام 1688 على سيادة البرلمان على الملك ، ممثلة في رسالة جون لوك الثانية عن الحكومة (1689). وضع هذا الأساس لتوحيد سلمي بين إنجلترا واسكتلندا في قانون الاتحاد 1707.

بينما احتفظت إليزابيث الأولى بكنيسة بروتستانتية ، في ظل حكم خليفتها جيمس السادس وأنا، الذي وحد التاج الإسكتلندي والإنجليزي ، زادت التوترات الدينية والسياسية حيث أكد حقًا إلهيًا للملوك . أدى هذا إلى سلسلة من القضايا من السير إدوارد كوك،  رئيس قضاة المناشدات العامة ثم محاكم بنش الملك، والتي أنكرت أن الملك يمكنه إصدار حكم في الإجراءات القانونية ،  ورأى أن الامتياز الملكي يخضع للقانون ولا يمكن توسيعها. وذهبت شركة Coke CJ إلى أبعد من ذلك في قضية الدكتور Bonham ، حيث اعتبرت أنه حتى "القانون العام سيسيطر على قوانين البرلمان". على الرغم من دعم بعض القضاة ،  تم رفض فكرة أن محاكم القانون العام يمكن أن تلغي قوانين البرلمان ، وتم وضع القانون العام رسميًا تحت سيطرة الملك في قضية إيرل أكسفورد ، مما أدى إلى إنشاء تلك المساواة (التي يديرها الرب فيما بعد المستشار في مجلس اللوردات) فوق القانون العام. سقطت كوكاكولا عن شعبيتها ،  وتمت إزالتها من المنصب القضائي. عندما تولى تشارلز الأول العرش في عام 1625، وأكد بقوة أكبر حقًا إلهيًا ، بما في ذلك القدرة على فرض الضرائب بدون البرلمان ،  قدم كوكاكولا وآخرون التماس الحق 1628 . طالب هذا الملك بالالتزام بماغنا كارتا ، وعدم فرض ضرائب بدون البرلمان ، وعدم إيداع الناس تعسفاً في السجن ، وعدم فرض الأحكام العرفية في أوقات السلم ، وعدم فرض القانون العسكري في المنازل الخاصة. رد تشارلز الأول بإغلاق البرلمان أو تأجيله وفرض ضرائب على التجارة (أو " أموال الشحن ") بدون سلطة. انزلقت البلاد في الحرب الأهلية الإنجليزية عام 1642 وبلغت ذروتها في القبض على الملك تشارلز الأول وإعدامه في وايتهول في عام 1649 على يد الجيش النموذجي الجديد بقيادة أوليفر كرومويل . أصبح كرومويل ، الذي لم يرغب في أن يصبح ملكًا ، ديكتاتورًا بحكم الواقع . بعد وفاته ،  تمت استعادة النظام الملكي مع تشارلز الثاني في عام 1660، لكن خليفته جيمس السابع والثاني حاول مرة أخرى تأكيد الحق الإلهي في الحكم. في عام 1688، دعا البرلمان الملك والملكة البديل ويليام وماري من أورانج، وبعد صراع قصير أجبر تشارلز الثاني على الخروج. أعلن البرلمان ، المعروف بالثورة المجيدة، مشروع قانون جديد للحقوق 1689 ، مع المطالبة بقانون الحقوق 1689 في اسكتلندا ، والذي عزز السيادة البرلمانية . بالإضافة إلى إعادة تأكيد ماجنا كارتا ، فإنها تقول إن "السلطة المزعومة لتعليق القوانين أو تنفيذ القوانين من قبل سلطة ملكية دون موافقة البرلمان أمر غير قانوني"، وأن "انتخاب أعضاء البرلمان يجب أن يكون حرًا"، وأنه "يجب على البرلمان في كثير من الأحيان. تبرير الحكومة نفسها ، الذي كلفه جون لوك في رسالته الثانية عن الحكومة ، كان حماية حقوق الناس: "الحياة والحريات والممتلكات".

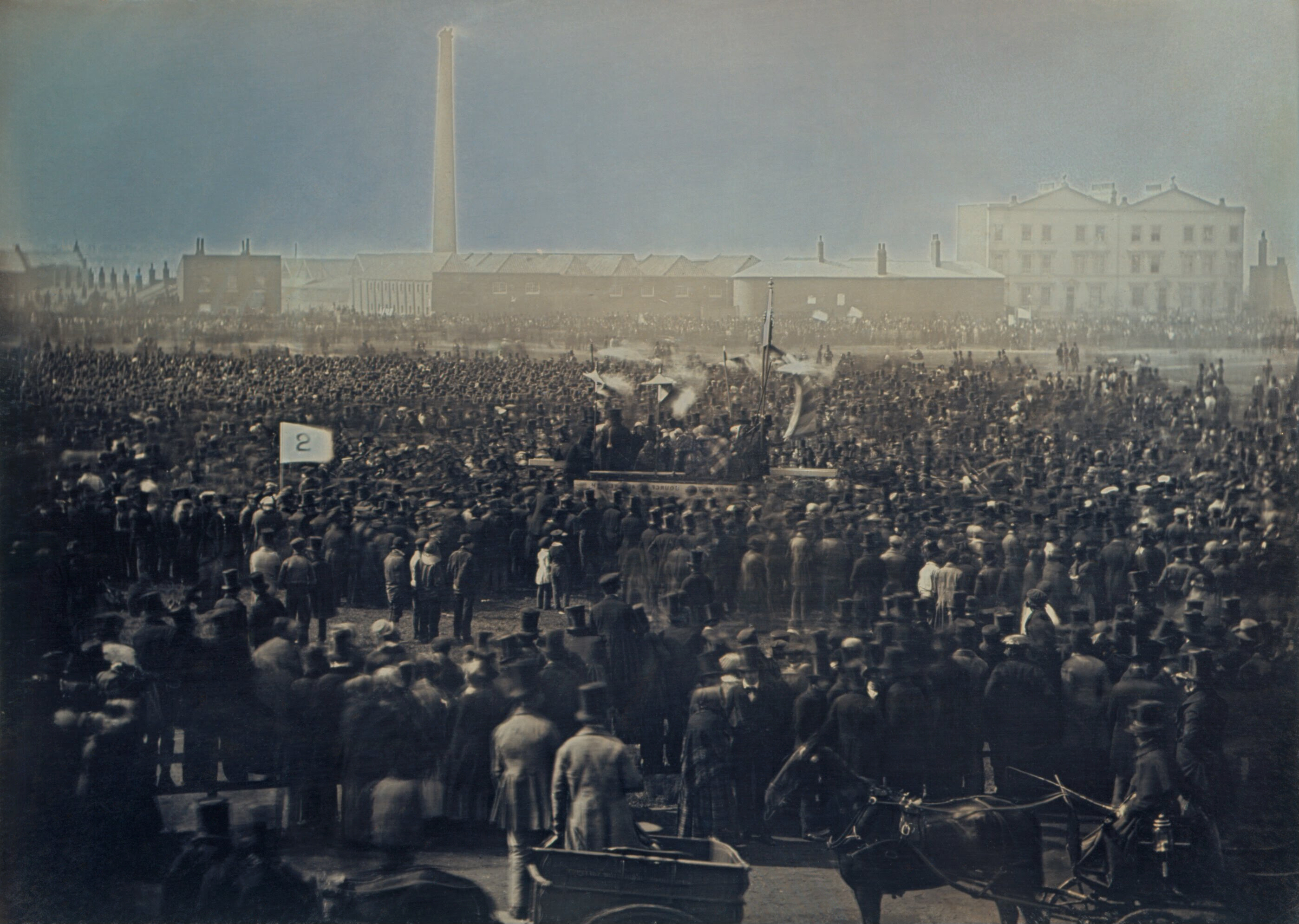
للمطالبة بإصلاح ديمقراطي ، التقى الجارتيون في كينينجتون كومون أثناء ثورات عام 1848.

مع السيادة البرلمانية باعتبارها حجر الزاوية في الدستور الجديد ، شرع البرلمان في إنشاء نظام مالي في قانون بنك إنجلترا 1694 وأنشأ قانون التسوية 1700 نظامًا مستقلاً للعدالة: كان القضاة يتقاضون رواتبًا ولا يمكن عزلهم إلا بواسطة كلا مجلسي البرلمان ، لا يمكن أن يدفع التاج أي عضو في مجلس العموم ، ويجب أن يكون التاج أنجليكاني. في عام 1703، أثبتت قضية آشبي ضد وايت أن حق التصويت هو حق دستوري. نتج عن معاهدة الاتحاد لعام 1707، بين دولتي اسكتلندا وإنجلترا المستقلتين آنذاك ، دمج دولتيهما لإنشاء دولة دولية جديدة ، مملكة بريطانيا العظمى ، وبرلماناتهما لإنشاء برلمان اتحاد جديد ، استمر في الجلوس. في وستمنستر. كما نصت المعاهدة على استمرار القانون الإسكتلندي الخاص في ظل نظام المحاكم الإسكتلندي. سرعان ما واجه الاتحاد الجديد كارثة كما حدث في حرب الخلافة الإسبانية، حيث وعد الأسبان بحق السفن البريطانية في التجارة (معظمهم من العبيد) في البحار حول أمريكا الجنوبية. أصبحت شركة بحر الجنوب، التي تأسست على النحو الواجب لاحتكار طرق التجارة ، موضع مضاربة مالية جماعية أثارها وزراء الحكومة المهتمون بارتفاع سعر سهمها. عندما اتضح ، على عكس قصص المروجين ، أنه لم يتم إجراء أي تجارة لأن الإسبان قد ألغوا وعدهم ، فقد انهار سوق الأسهم، مما أدى إلى الفوضى الاقتصادية. وقد تفاقم هذا بسبب قرار السياسيين المحافظين بتأييد الشركة لتولي الدين الوطني كممول بديل للحكومة على بنك إنجلترا الذي يهيمن عليه Whig . كانت نتيجة الانهيار أن وزير الخزانة سُجن في برج لندن بسبب فساده ، وانتحر مدير مكتب البريد، وتم استبدال اللورد المستشار المخزي باللورد كينغ LC الذي حكم على الفور بأن الأشخاص في موقع الثقة يجب تجنب أي احتمال لتضارب المصالح. من هذه الفوضى ، برز روبرت والبول كشخصية سياسية مستقرة شغل لمدة 21 عامًا أغلبية في مجلس العموم ،  ويعتبر الآن أول «رئيس وزراء». في عام 1765، أثبتت قضية Entick v Carrington أن الحكومة لا يمكنها فعل أي شيء سوى ما يخوله القانون ،  بينما كان المعلم الأول للقانون الإنجليزي ، ويليام بلاكستون ، يمثل وجهة النظر القياسية في كتابه «تعليقات على قوانين إنجلترا» بأن العبودية كانت غير قانونية وأن «روح الحرية متأصلة بعمق في دستورنا» يجب إطلاق سراح أي شخص مستعبد في إنجلترا. ومع ذلك ، فقد تسارعت تجارة الرقيق عبر المحيط الأطلسي إلى مستعمرات أمريكا الشمالية. في عام 1772، عندما حكم اللورد مانسفيلد في قضية سومرست ضد ستيوارت أن العبودية كانت غير قانونية بموجب القانون العام ،  أثار ذلك موجة من الغضب في مستعمرات الاسترقاق الجنوبية في أمريكا. جنبا إلى جنب مع مظالم المستعمرات الشمالية بشأن الضرائب دون تمثيل ، أدى ذلك إلى الثورة الأمريكية وإعلان الاستقلال في عام 1776. فشل الجيش البريطاني في السيطرة. وبدلاً من ذلك ، بدأت في استيطان أستراليا من عام 1788. في عام 1789، اندلعت الثورة الفرنسية، وأطيح بالملك بمطالب «الحرية والمساواة والأخوة». ردت الطبقة الأرستقراطية البريطانية بقمع حرية التعبير والانتماء لإحباط أي حركة مماثلة. بينما وصفت شخصيات مثل جيريمي بينثام الحقوق الطبيعية بأنها «هراء على ركائز متينة»،  دعت ماري ولستونكرافت إلى إثبات حقوق المرأة والرجل على حد سواء ، مجادلة بأن الجندر والاضطهاد الطبقي ينبعان من «الاحترام الممنوح للممتلكات .. . من نافورة مسمومة». بينما نجحنا في حروب نابليون في هزيمة فرنسا ، وترسيخ الاتحاد مع أيرلندا في قانون الاتحاد 1800 ،  نادراً ما تمت حماية الحرية والحرية والديمقراطية في «المملكة المتحدة» الجديدة.

انتهت الإمبراطورية البريطانية بعد الحرب العالمية الثانية حيث طالبت الدول التي قمعت فيها الديمقراطية والحرية بالاستقلال. الكومنولث مفتوح الآن أمام أي دولة ملتزمة بالسلام والحرية والمساواة والتنمية ، كما هو الحال في إعلان هراري لعام 1991.

خلال هذا الوقت ، مع اختراع المحرك البخاري، بدأت الثورة الصناعية . كما تسارع الفقر من خلال نظام Speenhamland للقوانين السيئة من خلال دعم أرباب العمل ومالكي الأراضي بمعدلات الرعية. أدت قوانين الذرة من عام 1815 إلى زيادة إفقار الناس من خلال تحديد الأسعار للحفاظ على أرباح أصحاب الأراضي. في حين أن قانون الإصلاح الكبير لعام 1832 مدد التصويت بشكل طفيف ، لم يكن هناك تمثيل في البرلمان إلا لمن لديهم ممتلكات. على الرغم من أن قانون إلغاء العبودية لعام 1833 ألغى تجارة الرقيق داخل الإمبراطورية البريطانية ، إلا أنه لم يعوض سوى مالكي العبيد وجعل العبيد السابقين في المستعمرات يسددون ديونهم مقابل حريتهم لعقود بعد ذلك. مع تعديل قانون الفقراء لعام 1834 ، تم فرض مزيد من العقوبة على الفقر حيث تم وضع الناس في منازل العمل إذا تبين أنهم عاطلون عن العمل. في قضية R v Lovelass ، تمت مقاضاة مجموعة من العمال الزراعيين الذين شكلوا نقابة وحُكم عليهم بنقلهم إلى أستراليا بموجب قانون القسم غير المشروع 1797 ،  مما أثار احتجاجات جماهيرية. نمت حركة تسمى الشارتية تطالب بحق التصويت للجميع في انتخابات حرة ونزيهة. عندما ضربت المجاعة الكبرى أيرلندا وهاجر الملايين إلى الولايات المتحدة، نظم الجارتيون مسيرة حاشدة من كينينجتون كومون إلى البرلمان في عام 1848 عندما اندلعت الثورات في جميع أنحاء أوروبا ، وصاغ البيان الشيوعي الثوري الألماني كارل ماركس ومالك مصنع مانشستر فريدريك إنجلز . في حين صرفت حرب القرم الانتباه عن الإصلاح الاجتماعي وعارض Viscount Palmerston أي شيء ،  أنهت الحرب الأهلية الأمريكية من 1860 إلى 1865 العبودية في الولايات المتحدة ، ومكنت المملكة المتحدة تدريجياً من مزيد من الحرية السياسية. في قانون الإصلاح الثاني لعام 1867 ، تم منح المزيد من مالكي العقارات من الطبقة المتوسطة حق التصويت ، وقدم قانون التعليم الابتدائي لعام 1870 مدرسة ابتدائية مجانية ، ومكّن قانون النقابات العمالية لعام 1871 الجمعيات الحرة دون عقوبة جنائية. خفض قانون تمثيل الشعب لعام 1884 من أهلية الملكية بشكل أكبر ، بحيث يمكن لحوالي ثلث الرجال التصويت. ومع ذلك ، تم قمع الحرية والحق في التصويت خارج المملكة المتحدة بعنف عبر الإمبراطورية البريطانية الشاسعة ، في إفريقيا والهند وآسيا ومنطقة البحر الكاريبي.
منذ بداية القرن العشرين ، خضعت المملكة المتحدة لتغييرات اجتماعية ودستورية واسعة النطاق ، بدأت بمحاولة من قبل مجلس اللوردات لقمع حرية النقابات العمالية. ردا على ذلك ، نظمت الحركة العمالية لدعم الممثلين في البرلمان ، وفي الانتخابات العامة لعام 1906 فازت بـ 29 مقعدا ودعمت برنامج الإصلاح للحزب الليبرالي . وشمل ذلك ضمانًا قانونيًا لحق النقابات في المساومة الجماعية والإضراب عن الأجور العادلة ،  معاش الشيخوخة ،  نظام الحد الأدنى للأجور ،  ميزانية الشعب مع ضرائب أعلى على الأثرياء لتمويلها الإنفاق. بعد انتخابات أخرى قدمها مجلس اللوردات الذي يعيق الإصلاح ، أقر البرلمان نظام التأمين الوطني للرعاية الاجتماعية ،  كما منع قانون البرلمان لعام 1911 مجلس اللوردات التشريعي الذي يعيق أكثر من عامين ، وأزال الحق في تأخير أي فواتير المال. على الرغم من ذلك ، قامت الحكومة الليبرالية ، ضد معارضة حزب العمل ، بالتسلح ودخول الحرب العالمية الأولى . في نهاية الحرب ، مع مقتل الملايين ، أقر البرلمان قانون تمثيل الشعب لعام 1918 الذي مكّن كل ذكر بالغ من التصويت ، على الرغم من أن قانون تمثيل الشعب (حق الامتياز المتساوي) لم يكن إلا بعد الاحتجاج الجماهيري بحق حق التصويت. مكّن عام 1928 جميع النساء من التصويت ، وأصبحت المملكة المتحدة ديمقراطية. أدت الحرب أيضًا إلى انتفاضة في أيرلندا ، وأدت حرب الاستقلال الأيرلندية إلى تقسيم الجزيرة بين جمهورية أيرلندا في الجنوب وأيرلندا الشمالية في قانون حكومة أيرلندا لعام 1920 . طالبت معاهدة فرساي في نهاية الحرب بتعويضات ألمانية ، مما أدى إلى تسول البلاد خلال عشرينيات القرن الماضي وفي أعقاب الكساد الكبير الذي أدى إلى انهيار الفاشي في عهد هتلر . نظام القانون الدولي الفاشل ، تم استبداله بعد الحرب العالمية الثانية بالأمم المتحدة حيث شغلت المملكة المتحدة مقعدًا دائمًا في مجلس الأمن التابع للأمم المتحدة . لكن الإمبراطورية البريطانية بدأت في الانهيار حيث حاربت الهند وإسرائيل والدول في جميع أنحاء إفريقيا من أجل الديمقراطية وحقوق الإنسان والاستقلال. لمنع تكرار الهولوكوست والحرب، تم إنشاء مجلس أوروبا لصياغة الاتفاقية الأوروبية لحقوق الإنسان في عام 1950. علاوة على ذلك ، لوحظ أن الطريقة الوحيدة لمنع الصراع هي من خلال التكامل الاقتصادي. تم دعم المجتمع الاقتصادي الأوروبي، الذي أصبح الاتحاد الأوروبي في عام 1992، من قبل ونستون تشرشل مع المملكة المتحدة لتكون «في المركز»،  على الرغم من أنها لم تدخل حتى قانون المجتمعات الأوروبية لعام 1972 . في عهد مارغريت تاتشر، تم إجراء تخفيضات كبيرة في الخدمات العامة وحقوق العمال وصلاحيات الحكومة المحلية ، بما في ذلك إلغاء مجلس لندن الكبرى . ومع ذلك ، تمت استعادة بعض السلطات مع انتقال واسع النطاق للسلطة في قانون اسكتلندا لعام 1998 ، وقانون أيرلندا الشمالية لعام 1998 ، وقانون سلطة لندن الكبرى لعام 1999 ، وقانون حكومة ويلز لعام 2006 . بعد سنوات عديدة من النزاع المسلح في أيرلندا الشمالية ، جلبت اتفاقية الجمعة العظيمة لعام 1998 السلام. أعطى قانون حقوق الإنسان لعام 1998 للمحاكم سلطة تطبيق حقوق الاتفاقية دون الحاجة إلى رفع المدعين للقضايا إلى محكمة ستراسبورغ . خفض قانون مجلس اللوردات لعام 1999 لكنه لم يقضي تمامًا على أقرانهم بالوراثة. منذ الأزمة المالية في 2007-2008 ،  أطلق ائتلاف من المحافظين والديمقراطيين الليبراليين برنامجًا للتخفيضات «التقشفية»، وعزز مدتها في قانون البرلمانات المحددة المدة لعام 2011 . ومع ذلك ، بعد عام 2015، أجريت انتخابات مبكرة على أي حال في عام 2017، بعد استفتاء على عضوية الاتحاد الأوروبي نتج عنه 51.89 في المائة من الأشخاص لصالح المغادرة ، و 48.11 في المائة من الناخبين يفضلون البقاء.

## النظرية والإصلاح
يجادل الباحث القانوني إريك بارندت بأن الطبيعة غير المدونة لدستور المملكة المتحدة لا تعني أنه لا ينبغي وصفه بأنه «دستور»، ولكنه يدعي أيضًا أن عدم وجود فصل فعال للسلطات، وحقيقة أن السيادة البرلمانية تسمح للبرلمان لنقض الحقوق الأساسية ، يجعلها إلى حد ما دستور «واجهة». يقدم اللورد سكارمان حجة قوية لدستور مكتوب للمملكة المتحدة ، لكنه لا يزال يشير إلى حل وسط عام 1688 وما نتج عنه من قوانين البرلمان كدستور.
حدد AV Dicey أن «الناخبين يتمتعون بالسيادة السياسية» وأن البرلمان يتمتع بالسيادة القانونية. يجادل بارندت بأن الانضباط الحزبي السياسي الأكبر في مجلس العموم الذي تطور منذ عهد دايسي ، وتقليص الضوابط على السلطة الحكومية ، أدى إلى حكومة مفرطة القوة غير مقيدة قانونيًا بمراعاة الحقوق الأساسية. يفرض الدستور قيودًا على ما يمكن أن يفعله البرلمان. حتى الآن ، لا يوجد لدى برلمان المملكة المتحدة قيود على سلطته بخلاف إمكانية اتخاذ إجراءات خارج البرلمان (من قبل الشعب) والدول الأخرى ذات السيادة (وفقًا للمعاهدات التي يبرمها البرلمان وغيرها). وقد علق Dicey أن البرلمان البريطاني رسميًا كان مقيدًا بشروط المعاهدات الدولية التي أنشأته في المقام الأول. إن تعليقه بأنه سيكون من غير الحكمة أن يحاول البرلمان البريطاني إلغاء القانون الإسكتلندي على سبيل المثال ، وقد انتقد قضائيًا باعتباره «ساخرًا» ولكنه كتب في العصر الفيكتوري العالي عندما كان البرلمان يتصارع مع مفهوم الحكم الذاتي الأيرلندي ، وعارضه بشدة من قبل العديد من السياسيين في ذلك الوقت.
يقول أنصار الدستور المقنن إنه سيعزز الحماية القانونية للديمقراطية والحرية. كمدافع قوي عن «الدستور غير المكتوب»، سلط دايسي الضوء على أن الحقوق الإنجليزية مضمنة في القانون العام الإنجليزي العام للحرية الشخصية ، و «مؤسسات وسلوك الأمة». يجادل معارضو الدستور المقنن بأن الدولة لا تستند إلى وثيقة تأسيسية تخبر مواطنيها من هم وما يمكنهم فعله. هناك أيضًا اعتقاد بأن أي انتهاك غير مبرر لروح السلطة الدستورية سيقاومه الشعب البريطاني بشدة ، وهو تصور أوضحه القاضي الأمريكي في القرن التاسع عشر القاضي برادلي أثناء إبداء رأيه في قضية نُظِمت في لويزيانا عام 1873 : «ليس لدى إنجلترا دستور مكتوب ، هذا صحيح ؛ لكن لديها دستورًا غير مكتوب ، يستريح في الامتيازات المعترف بها ، والمعلن عنها بشكل متكرر ، للبرلمان والشعب ، لانتهاكها من أي جانب مادي من شأنها أن تؤدي إلى ثورة في غضون ساعة.» 
وضعت حكومة حزب العمال برئاسة رئيس الوزراء توني بلير إصلاحات دستورية في أواخر التسعينيات وأوائل القرن الحادي والعشرين. إن الدمج الفعال للاتفاقية الأوروبية لحقوق الإنسان في القانون البريطاني من خلال قانون حقوق الإنسان لعام 1998 قد منح المواطنين حقوقًا إيجابية محددة ومنح السلطة القضائية بعض السلطة لإنفاذها. يمكن للمحاكم أن تنصح البرلمان بالتشريعات الأولية التي تتعارض مع القانون عن طريق " إعلانات عدم التوافق " - ومع ذلك فإن البرلمان غير ملزم بتعديل القانون ولا يمكن للسلطة القضائية إبطال أي قانون - ويمكنها أن ترفض إنفاذها أو "إبطالها" "، أي تشريع ثانوي غير متوافق. أي تصرفات من قبل السلطات الحكومية تنتهك حقوق الاتفاقية تعتبر غير قانونية إلا إذا نص عليها قانون برلماني.
وتشمل التغييرات أيضًا قانون الإصلاح الدستوري لعام 2005 الذي يغير هيكل مجلس اللوردات لفصل وظائفه القضائية والتشريعية. على سبيل المثال ، يتم الآن تقاسم الوظائف التشريعية والقضائية والتنفيذية لرئيس اللورد المستشار بين اللورد المستشار (التنفيذي)، ورئيس القضاة اللورد (القضائي) والمنصب الذي تم إنشاؤه حديثًا لرئيس اللورد (التشريعي). تم إلغاء دور لو لورد (عضو في السلطة القضائية في مجلس اللوردات) بنقلهم إلى المحكمة العليا الجديدة في المملكة المتحدة في أكتوبر 2009.
أطلق جوردون براون عملية «حوكمة بريطانيا» عندما تولى منصب رئيس الوزراء في عام 2007. كانت هذه عملية إصلاح دستوري متواصلة مع وزارة العدل كوزارة رائدة. قانون الإصلاح الدستوري والحكم 2010 هو جزء من التشريع الدستوري. إنه يكرس في القانون حياد ونزاهة الخدمة المدنية البريطانية ومبدأ التوظيف المفتوح والعادل. وهو ينص في القانون على قاعدة بونسونبي التي تتطلب عرض المعاهدات على البرلمان قبل التصديق عليها.
اقترحت الحكومة الائتلافية التي تشكلت في مايو 2010 سلسلة من الإصلاحات الدستورية الإضافية في اتفاق الائتلاف. ونتيجة لذلك ، تم تمرير قانون نظام التصويت البرلماني والدوائر الانتخابية لعام 2011 وقانون البرلمانات المحددة المدة لعام 2011 ، على الرغم من أن حكومة بوريس جونسون قد نشرت مشروع قانون لإلغاء هذا الأخير. كان الهدف من القوانين هو تقليل عدد النواب في مجلس العموم من 650 إلى 600، وتغيير طريقة تقسيم المملكة المتحدة إلى دوائر انتخابية برلمانية ، وإجراء استفتاء على تغيير النظام المستخدم لانتخاب أعضاء البرلمان وأخذ سلطة حل البرلمان بعيدًا. من الملك. كما وعد الائتلاف بإدخال قانون لإصلاح مجلس اللوردات. في الاستفتاء ، تم رفض نظام التصويت البديل بنسبة 67٪ مقابل 33٪ ، وبالتالي تم إسقاط جميع الإصلاحات المتعلقة بنظام التصويت. أجبر المحافظون الحكومة على إسقاط إصلاحات مجلس اللوردات ، وقال الديموقراطيون الليبراليون إنهم سيرفضون دعم التغييرات في حدود الدوائر الانتخابية ، لأنهم يعتقدون أن هذه التغييرات لصالح المحافظين.

## الوثائق الدستورية
يتعين الرجوع إلى ثلاثة مصادر مختلفة لمعرفة هذه الأحكام، وهي :
1 ـ القوانين الصادرة عن البرلمان ومنها :
- قانون الحقوق الصادر عام 1689،
- قانون توارث العرش الصادر عام 1701،
- قانون البرلمان الصادر عام 1911 والمعدل عام 1949،
- قانون تسجيل الأحزاب السياسية الصادر عام 1998،
- قانون حقوق الإنسان الصادر عام 1998،
- قانون مجلس اللوردات الصادر عام 1999،
- قانون الإصلاح الدستوري الصادر عام 2005) .

2 ـ القانون العام أو المشترك : وهو قانون إنجليزي قديم وغير مكتوب، يعتمد أساساً على العرف والعادات والقرارات والسوابق القضائية.
3 ـ الاتفاقات والتقاليد الدستورية : وهي عبارة عن قواعد وممارسات وتفسيرات اكتسبت مع مرور الزمن صفة ملزمة للسياسيين، والأمثلة عليها كثيرة جداً، منها أن التاج ملزم بتعيين زعيم حزب الأغلبية كرئيس للوزراء، وأن البرلمان يجب أن ينعقد على الأقل مرة في السنة، وأن الوزير الذي فقد ثقة مجلس العموم يجب أن يتقدم باستقالته، وأن الملك أو الملكة لا يحق له الاشتراك في اجتماعات مجلس الوزراء ... إلخ .

## القانون الإداري

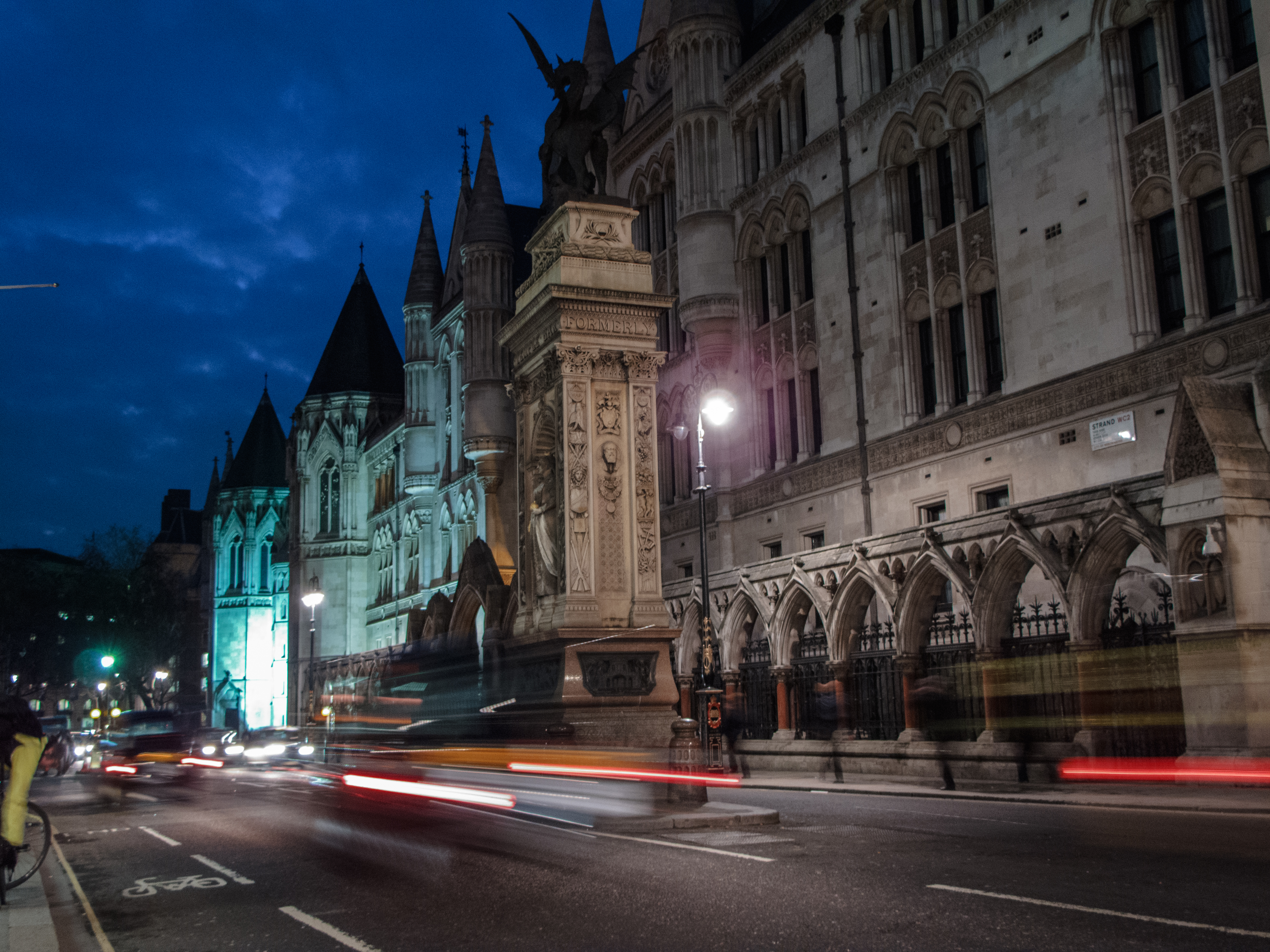
أي شخص في المملكة المُتحدة يُحس بأن قرار هيئة ما يشره، يُمكنه فتح دعوى قضائية بغرض المُراجعة القضائية لهذا القرار. عادة ما تنظر المحكمة العُليا في مثل هاته القرارات.

يُعد القانون الإداري في بريطانيا ضروريا لمُساءلة السلطة التنفيذية والهيئات العامة بموجب القانون، وذلك من خلال المراجعة القضائية. في المُمارسة العملية، تظهر المبادئ الدستورية من خلال حالات المراجعة القضائية، لأن كل هيئة عامة، تؤثر قراراتها على حياة الناس، يتم إنشاؤها وإلزامها بالقانون. يمكن لأي شخص التقدم إلى المحكمة العليا للطعن في قرار أي هيئة عامة إذا كانت لديه «مصلحة كافية»، وذلك في غضون ثلاثة أشهر من معرفة أسباب الدعوى. على النقيض من ذلك، فإن الدعاوى المرفوعة ضد الهيئات العامة في حالة قانون الضرر الإنجليزي [الإنجليزية]، حيث يحدد قانون التقادم لعام 1980 [الإنجليزية] عادة الفترة بـ 6 سنوات، فتقريبًا أي هيئة عامة، أو هيئات خاصة تمارس وظائف عامة، يمكن أن تكون هدفًا للمراجعة القضائية، بما في ذلك الدوائر الحكومية، والمجالس المحلية، أو أي وزير، أو رئيس وزراء، أو أي هيئة أخرى يتم إنشاؤها بموجب القانون. الهيئة العامة الوحيدة التي لا يمكن مراجعة قراراتها هي البرلمان وذلك عندما يُمرر قانونًا من القوانين. بخلاف ذلك، يُمكن للمدعي أن يجادل بأن قرار هيئة عامة كان غير قانونيا في خمسة أنواع رئيسية من القضايا: (1) تجاوز السلطة القانونية للهيئة، أو أن هاته الأخيرة استخدمت سلطتها لغرض غير لائق، أو أقدمت على تصرف غير معقول، (2) انتهاك توقع مشروع، (3) فشل في ممارسة حُكم مُستقل وذي صلة، (4) أظهر تحيزًا أو تضاربًا في المصالح، أو فشل في تقديم جلسة استماع عادلة، و (5) انتهك حقا من حقوق الإنسان. يُمكن للمدعي أن يطلُب من الهيئة العامة أن تُلغي أو تُعلن بُطلان قرارها (أو تحويل الدعوى [الإنجليزية])، أو أنه يُمكن أن يطُلب من الهيئة الإقدام على قرار ما (أو بشكل مستعجل [الإنجليزية])، أو منع الهيئة من التصرف بشكل غير قانوني (أو حظره [الإنجليزية]). قد تعلن المحكمة أيضًا عن حقوق الأطراف وواجباتهم، أو إصدار أمر قضائي، أو يمكن أيضًا دفع تعويض في حالة الضرر أو العقد [الإنجليزية].

### مقالات
- أ بليك ، ماجنا كارتا والتغيير الدستوري المعاصر (2015) التاريخ والسياسة
- بوجدانور، ت خيطان وس فوجناور ، «هل يجب أن يكون لبريطانيا دستور مكتوب؟» (2007) 78 (4) ربع سنوي سياسي 499[وصلة مكسورة]
- آسا بريجز ، «ترولوب ، باجهوت ، والدستور الإنجليزي ،» في بريجز ، الشعب الفيكتوري (1955) ص 87-115. عبر الانترنت
- إوينغ، «مرونة الدستور السياسي» (2013) 14 (12) German Law Journal 2111
- جاو غريفيث ، «الدستور السياسي» (1979) 42 (1) مراجعة القانون الحديث 1
- كيسلر، «القانون الطبيعي والعدالة والديمقراطية - بعض التأملات في ثلاثة أنواع من التفكير في القانون والعدالة» (1944) 19 مراجعة قانون تولين 32
- اللورد هوفمان، (2013) 17 Oxford Law News 8-9 ، من تكريم في ساحة St John's Smith في 5 يونيو 2013
- O Kahn-Freund ، 'Autobiographical Memories of the Weimar Republic: A Convers with Wolfgang Luthardt' (February 1978) KCL Law School Research Paper No. 2016-34
- J Laws، 'Law and Democracy' [1995] القانون العام 72
- إس ويب، الاشتراكية: صحيح وخطأ. محاضرة ألقيت في جمعية فابيان (21 يناير 1894) فابيان تراكت 51
- إس ويب، إصلاح مجلس اللوردات (1917) فابيان تراكت ، 183

### كتب
- دبليو باجهوت، الدستور الإنجليزي (1867)
- اللورد بينغهام من كورنهيل، سيادة القانون (2010)
- AV Dicey ، مقدمة لدراسة قانون الدستور (الطبعة الثالثة 1889)
- أرندت، أيخمان في القدس: تقرير عن تفاهة الشر (1963)
- J Froissart ، سجلات Froissart (1385) ترجمة جي سي ماكولاي (1895)
- أنا جينينغز، اتحاد لأوروبا الغربية (1940)
- جيه لوك، أطروحتان عن الحكومة (1689) الكتاب الثاني ، مقال عن الأصل الحقيقي ومدى ونهاية الحكومة المدنية
- FW Maitland ، التاريخ الدستوري لإنجلترا (CUP 1919)
- JS Mill ، On Liberty (1859)
- شبيبة ميل، اعتبارات حول الحكومة التمثيلية (1861)
- تي مور، المدينة الفاضلة (1516) ترجمة جيلبرت بورنيت (1901)
- FL Neumann ، Behemoth: The Structure and Practice of National Socialism ، 1933-1944 (1944)
- نيومان، الدولة الديمقراطية والسلطوية: مقالات في النظرية السياسية والقانونية (1957)
- C Turpin and A Tomkins ، الحكومة البريطانية والدستور (الطبعة السابعة ، CUP)
- إس ويب وبي ويب، الديمقراطية الصناعية (1890)
- إس ويب، الحكومة المحلية الإنجليزية (1906 حتى 1929) المجلدات من الأول إلى العاشر

### كتب مدرسية
- AW Bradley وKD Ewing و CJS Knight ، القانون الدستوري والإداري (2018)
- كيلسن، مبادئ القانون الدولي (1952)
- A Le Sueur و M Sunkin و J Murkens ، نص القانون العام والقضايا والمواد (الطبعة الثالثة 2016)
- M Elliott and R Thomas، Public Law (3rd edn 2017)

### أوراق أخرى
- سي جيرتي، ' هل القضاة الآن خارج أعماقهم ؟ (2007)
- جينكينز ، " من غير المكتوب إلى المكتوب: التحول في دستور القانون العام البريطاني "
- J McEldowney ، تقرير عن الدستور البريطاني والدستور الأوروبي المقترح (2003) دليل مكتوب إلى لجنة اختيار مجلس اللوردات بشأن الدستور .
- Pike، Luke Owen (1907). The Public Records and The Constitution. London: Oxford University Press.

### روابط خارجية
- مكتب مجلس الوزراء - الإصلاح الدستوري
- تقرير خاص للوصي - الإصلاح الدستوري
- مدونة جمعية القانون الدستوري في المملكة المتحدة حول الإصلاح الدستوري
- ميزة جمعية الدستور على ما هو الدستور البريطاني؟
- LSE - دستور المملكة المتحدة الجديد
- وحدة الدستور UCL - حول
- مركز ESRC للتغيير الدستوري
- التدقيق الديمقراطي في المملكة المتحدة
- مركز البرلمان والدستور
- التسلسل الزمني للقانون الدستوري
- دستور إنجلترا الكامل - مشروع تكوين
- اللوائح الدستورية : بما في ذلك مناقشة القضايا اللاحقة على سبيل المثال روبنسون ضد وزير الدولة لأيرلندا الشمالية [2002] UKHL 32، BH v Lord Advocate [2012] UKSC 24، R (HS2 Action Alliance Ltd) ضد وزير الدولة للنقل [2014] UKSC 3.